# Mănăstirea Galata
Mănăstirea Galata din Iași este o mănăstire de maici, ctitorită la sfârșitul secolului al XVI-lea de către domnitorul Petru Șchiopul în partea de vest a orașului. Ea se află pe un platou de pe dealul Galata, putând fi observată cu ușurință din diferite locații ale Iașului.
Biserica, înconjurată de ziduri prevăzute cu creneluri și având un turn clopotniță înalt la intrare, are aspectul unei fortărețe, servind adesea ca loc de apărare și uneori ca reședință domnească. Ea este un exemplu al influenței muntene asupra arhitecturii moldovenești. Din apropierea bisericii, de pe Dealul Galata, se deschide o frumoasă perspectivă asupra orașului.
Ansamblul Mănăstirii Galata a fost inclus pe Lista monumentelor istorice din județul Iași din anul 2015, având codul de clasificare IS-II-m-A-03940 și fiind alcătuit din următoarele 4 obiective:
- Biserica "Înălțarea Domnului" - datând din perioada 1582-1583, având codul IS-II-m-A-03940.01
- Palatul Domnesc - datând din perioada 1726-1728, având codul IS-II-m-A-03940.02
- Turnul clopotniță - datând din anul 1584, având codul IS-II-m-A-03940.03
- Zidul de incintă - datând din anul 1584, având codul IS-II-m-A-03940.04

## Istoric

### Galata din vale

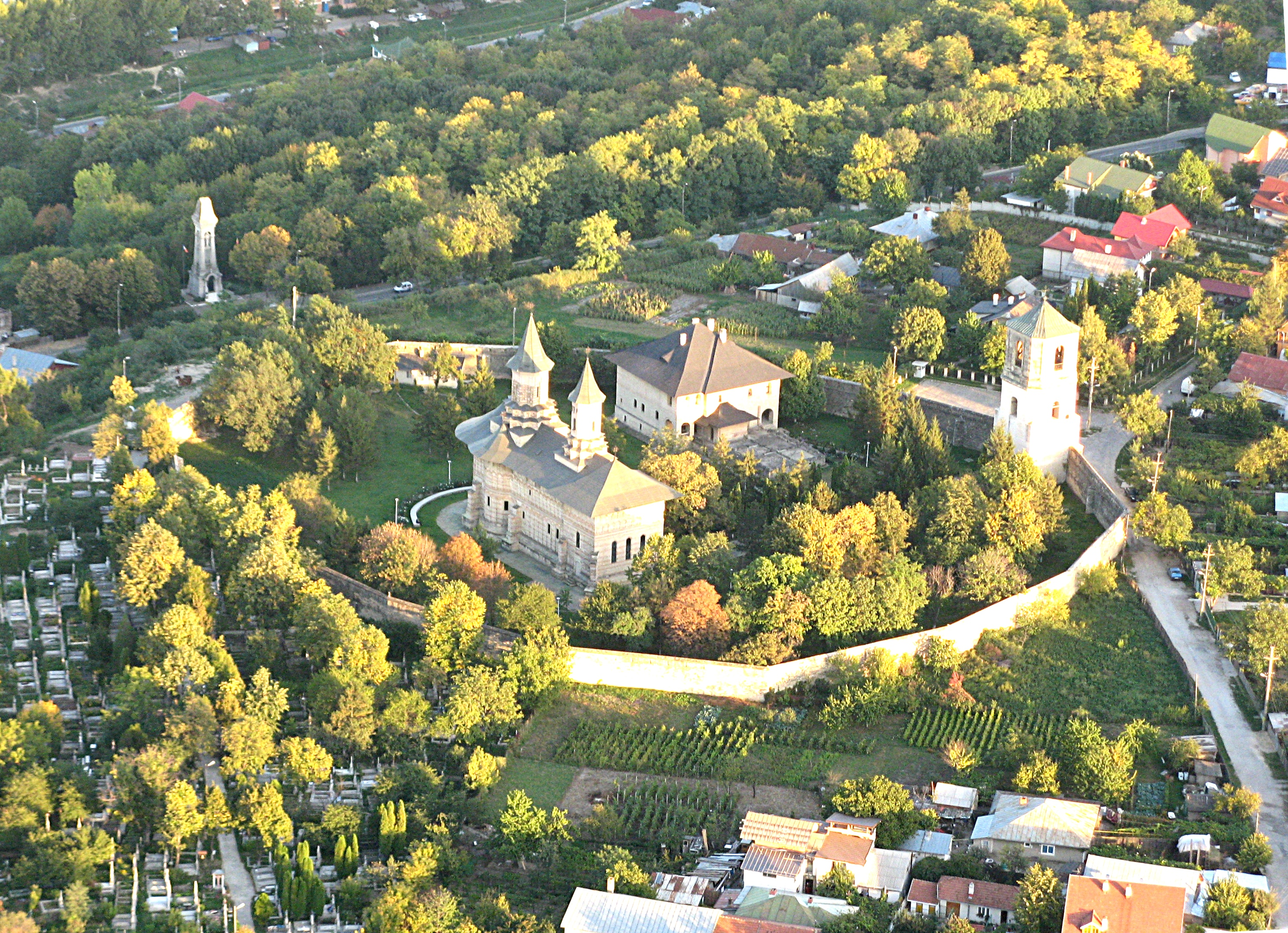
Mănăstirea Galata văzută de la înălțime

Înainte de construirea actualei mănăstiri, voievodul Petru Șchiopul al Moldovei (1574-1577, 1578-1579 și 1583-1591) a ctitorit o primă mănăstire, denumită „Galata din vale” sau „Galata de jos”. Denumirea pare să vină de la Dealul Galata, la poalele căruia a fost zidită mânăstirea.
În vara anului 1577, în prima sa domnie, domnitorul a trimis o scrisoare către conducătorii orașului Bistrița în care solicita să i se trimită specialiști în domeniul construcțiilor, fiind nemulțumit de meșterii moldoveni. De aici se poate trage concluzia că lucrările de construcție ale mănăstirii au început în toamna anului 1577. Se presupune că sfințirea bisericii a avut loc înainte de 22 februarie 1578, când domnitorul, împreună cu mitropolitul și episcopii, i-au constituit patrimoniul funciar principal, adică i-au dat moșii. Cronicarul Grigore Ureche datează mănăstirea tot din anul 1578: „Într-acești ani (1578, n.ns.) au zidit Pătru vodă mănăstirea Galata în vale și nu după multă vréme s-au răsipit, care loc și pănă astăzi să cunoaște”.
Această mănăstire a fost construită pe un teren nepotrivit, undeva "sub deal", în "capul iazului", adică probabil în apropierea locului unde a fost construită mai târziu Mănăstirea Frumoasa. Deoarece temelia a fost așezată într-un loc nesigur, zidurile bisericii s-au surpat la scurtă vreme. Cronicarul Nicolae Costin afirmă în letopisețul său că "mănăstirea Galata, ce o zidisă în vale (...) să risipisă".
De la vechea biserică a mai rămas un clopot pe care se află următoarea inscripție: "Acest clopot l-a făcut Io Petru Voievod și l-a dat mănăstirii unde este hramul Înălțării, în anul 7987 (=1579), luna lui martie 15". Nicolae Grigoraș presupune că o dveră brodată în 1577 cu fire de aur și argint și păstrată la Episcopia Buzăului, având inscripția în limba slavonă "Binecredinciosul nostru domn Io Petru voievod, anul 7085" (1576-1577), ar proveni tot de la Galata din vale. Constantin Cihodaru și-a exprimat unele îndoieli cu privire la această proveniență, el presupunând că această dveră ar fi putut fi donată direct Episcopiei Buzăului de către domnitorul care era de origine munteană.

### Fondarea mănăstirii
Ca urmare a dărâmării primei biserici la puțin timp după ridicare, domnitorul Petru Șchiopul a ctitorit o a două biserică pe un deal din apropierea orașului, ce domină valea râului Nicolina. Acest eveniment este relatat astfel de cronicarul Grigore Ureche: "Într-acestaș an (1583, n.ns.) , daca s-au așezat Pătru vodă la domnie, nu vru să lase în deșert pomana sa, carea o zidisă întăi, mănăstirea Galata din vale, care apoi să răsipisă, ci cu toată nevoința au silit și cu toată osârdiia au zidit Galata în deal, carea trăiește și pănă astăzi".
Lipsind pisania, nu se cunoaște perioada în care s-a construit biserica. Din cronici reiese că zidirea noii biserici (care a primit hramul "Înălțarea Domnului" și a fost cunoscută sub numele de "Galata din deal") a început în 1583.
Tot atunci au fost construite și alte clădiri cu destinație monahală: corpul de chilii pentru adăpostirea călugărilor, stăreția, trapeza și arhondaricul pentru cazarea oaspeților. Domnitorul a înzestrat mănăstirea cu sate și domenii, dăruindu-i acesteia valoroase odoare, obiecte de cult și veșminte, astfel că mănăstirea a ajuns a fi "întru mare pohvală și cu multă cinste, mergându toți domnii în acea svântă dumnedzăiască mănăstire".
În seara zilei de 17/29 ianuarie 1591, în Biserica Galata, domnitorul Petru Șchiopul s-a căsătorit în secret cu Irina Botezat, care era mama fiului său Ștefan (născut în 1584). Aceasta era o roabă, despre care se presupune că ar fi doica celorlalți copii ai domnitorului. La această cununie au participat mitropolitul Gheorghe Movilă al Moldovei, episcopul Ghedeon al Rădăuților, marele logofăt Stroici, vornicul Ieremia Movilă (viitorul domnitor) și egumenul Anastasie Crimca (viitorul mitropolit al Moldovei).
Domnitorul Petru Șchiopul nu a reușit finalizarea construcției până la scoaterea sa din scaunul domnilor Moldovei, rămânând neterminată pictura bisericii și construcția zidului înconjurător.

### Situația sa de-a lungul următoarelor secole
În următorii 30 ani, lipsa de râvnă a călugărilor ce "n'au avut păsare, și n'au avut frica lui Dumnezeu întru inima lor, ce au fost niște oameni fără de frică, și n'au căutat ce să cădea să rîdice din venitul Mînăstirei, ce tot au cheltuit, și au prăpădit și au răsipit fără de nici o măsură" a dus la decăderea mănăstirii. Chiliile și trapeza s-au ruinat, iar veșmintele și odoarele de preț s-au risipit, din ele rămânând doar o tipsie de argint.
Doamna Maria, fiica lui Petru Șchiopul, s-a întors în Moldova în august 1616, în timpul domniei vărului său, Radu Mihnea (1616-1619). Pentru ca ctitoriile familiei lui Petru Șchiopul să fie mai bine întreținute, cu acordul Doamnei Maria, domnitorul a închinat Mănăstirea Galata la 25 martie 1617 (7125) Patriarhiei Ierusalimului, iar Mănăstirea Hlincea a făcut-o metoc al Mănăstirii Galata. Domnitorul Radu Mihnea a înzestrat biserica cu noi obiecte de cult.
În a doua jumătate a secolului al XVII-lea, la mănăstire a locuit un călugăr pe nume Gherasim, care a lucrat diferite veșminte bisericești și poale de icoane, pentru unele mănăstiri din Țara Românească.
În secolul al XVII-lea, Mănăstirea Galata a fost vizitată de mai mulți pelerini străini. Călugărul rus Vasile Iacovlev Gagara descria astfel mănăstirea în 1637: "La vreo verstă de oraș este mănăstirea patriarhului Ierusalimului, clădire foarte frumoasă, iar lăcașul milosârdiei dumnezeiești e clădit minunat; când patriarhul sosește în Țara Volohă, se așază în acea mănăstire". Câțiva ani mai târziu, patriarhul Antiohiei, Macarios al III-lea Zaim, a asistat la liturghia din biserica mănăstirii în calitate de oaspete al domnitorului Vasile Lupu (1634-1653). Această vizită a fost prezentată de arhidiaconul Paul de Alep în însemnările sale, acesta lăudând slujba religioasă.

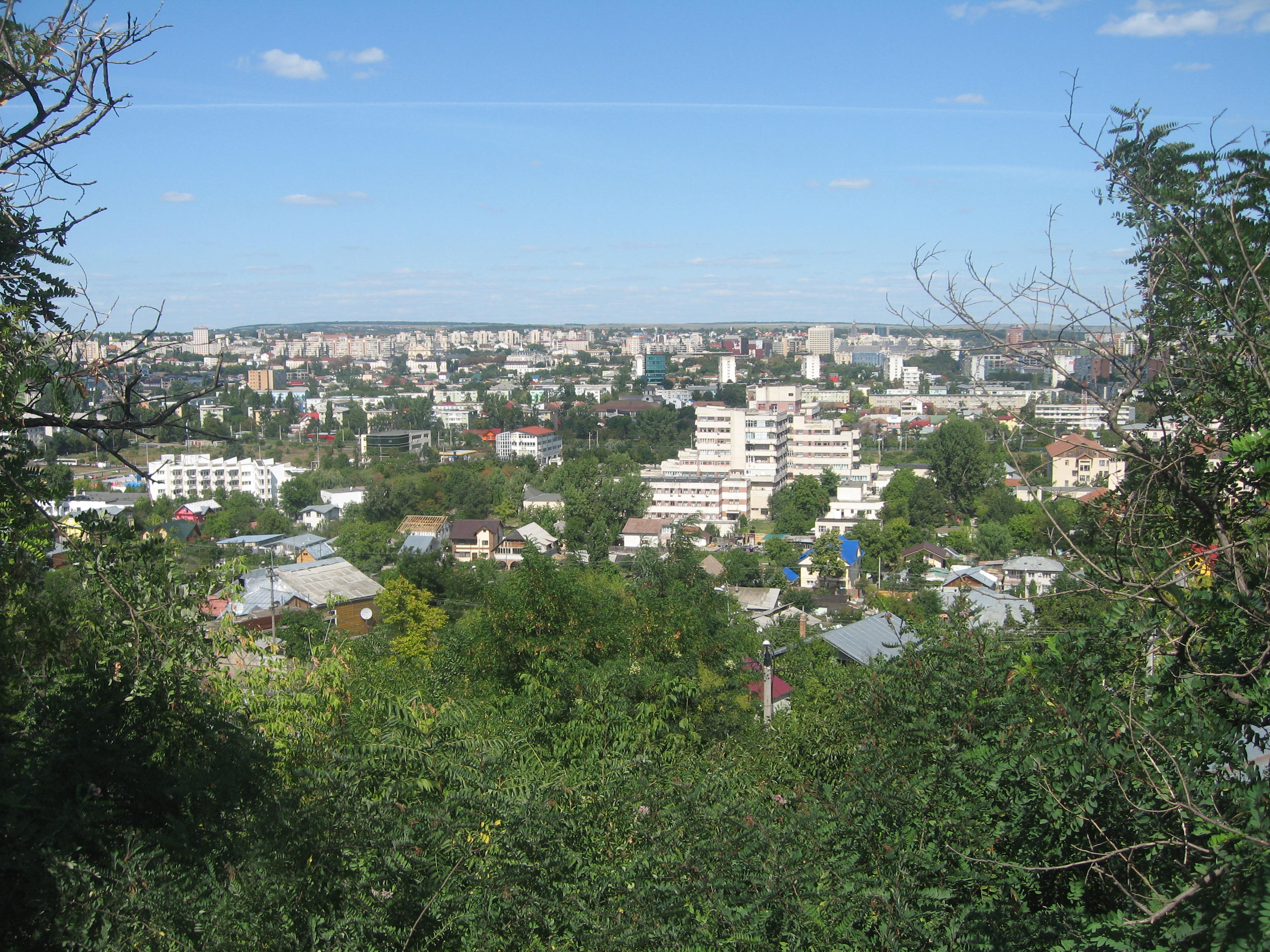
Orașul Iași văzut de pe platoul Mănăstirii Galata

În anul 1735, a fost construit zidul de incintă care înconjoară actualmente Mănăstirea Galata de către egumenul Nectarie, cu banii obținuți din vânzarea unei jumătăți din satul Turbătești (din Ținutul Cârligătura) și cu ajutorul material al domnitorului Grigore al II-lea Ghica (1726-1733, 1735-1739, 1739-1741 și 1747-1748).
În toamna anului 1762 a izbucnit un puternic incendiu în care a ars catapeteasma și toate obiectele din biserică. Domnitorul Grigore Callimachi (1761-1764 și 1767-1769) a înzestrat-o din nou cu odoare, dar nici acestea nu s-au păstrat, neexistând informații care să arate unde au fost duse sau când au fost distruse. În anul 1811, zugravul Vasile Dubrovski a refăcut pictura interioară a bisericii.
În timpul Revoluției de la 1821, generalul grec Alexandru Ipsilanti, conducătorul Eteriei, și-a stabilit pentru un timp cartierul general la Mănăstirea Galata.
Domnitorul Mihail Sturdza (1834-1849) a adăugat încă un etaj la clădirea turnului clopotniță, care este delimitat clar de celelalte două etaje printr-un brâu de piatră.
În decembrie 1863, prin Legea secularizării averilor mănăstirești a domnitorului Alexandru Ioan Cuza (1859-1866), Mănăstirea Galata a fost scoasă de sub tutela Patriarhiei Ierusalimului, iar călugării greci au plecat. Mult timp, Biserica Mănăstirii Galata a fost biserică parohială, aici slujind un preot o dată pe lună.
În anul 1865, în incinta mănăstirii a funcționat o școală de sericicultură, condusă de M. Viltimescu. În apropierea mănăstirii a funcționat un ospiciu de infirmi, administrat de către Epitropia Sf. Spiridon.
Printr-o decizie ministerială, casele egumenești de la Mănăstirea Galata au îndeplinit începând din 1 septembrie 1923 funcția de închisoare, aici fiind transferați deținuții care fuseseră închiși anterior în clădirea unde se află astăzi Policlinica pentru elevi și studenți (de pe str. Păcurari nr.9), care a devenit cămin studențesc. Închisoarea de la Galata a primit denumirea de Penitenciarul Central Iași, aici fiind înființate ateliere de cizmărie, fierărie, lingurărie, tâmplărie și olărie, unde lucrau deținuți. Închisoarea s-a aflat în aceste clădiri până în anul 1950, când Penitenciarul Central Iași s-a contopit cu închisoarea militară a Corpului IV Armată și s-a mutat din Mănăstirea Galata în clădirile închisorii militare din Dealul Copoului.
În perioada comunistă, biserica mănăstirii a fost o simplă biserică de mir, aici făcându-se slujbe doar duminica.

### Restaurarea mănăstirii și redeschiderea sa
Între anii 1961-1971 s-au efectuat lucrări de restaurare a bisericii, cu sprijinul Mitropoliei Moldovei și Sucevei și a statului. Cu acest prilej, au fost consolidate zidul de incintă, turnul clopotniță și cele două turle ale bisericii, a fost curățat paramentul bisericii de tencuielile adăugate în decursul timpului și a fost reconstituit acoperișul. Cercetările arheologice desfășurate aici au dus la descoperirea mai multor morminte, printre care și cel al Mariei Amirali din Rodos, soția lui Petru Șchiopul. De asemenea, a fost reconstruită din imaginație o parte din Palatul domnesc de odinioară, păstrându-se unele ruine conservate la nivelul parterului și pivnița.
În anul 1990, cu binecuvântarea mitropolitului Daniel Ciobotea al Moldovei și Bucovinei, Mănăstirea Galata a fost reînființată, de data aceasta, ca mănăstire de maici.
În clădirea Casei domnești funcționează un atelier de croitorie de veșminte liturgice, precum și de broderie.

## Biserica "Înălțarea Domnului"

### Arhitectura bisericii

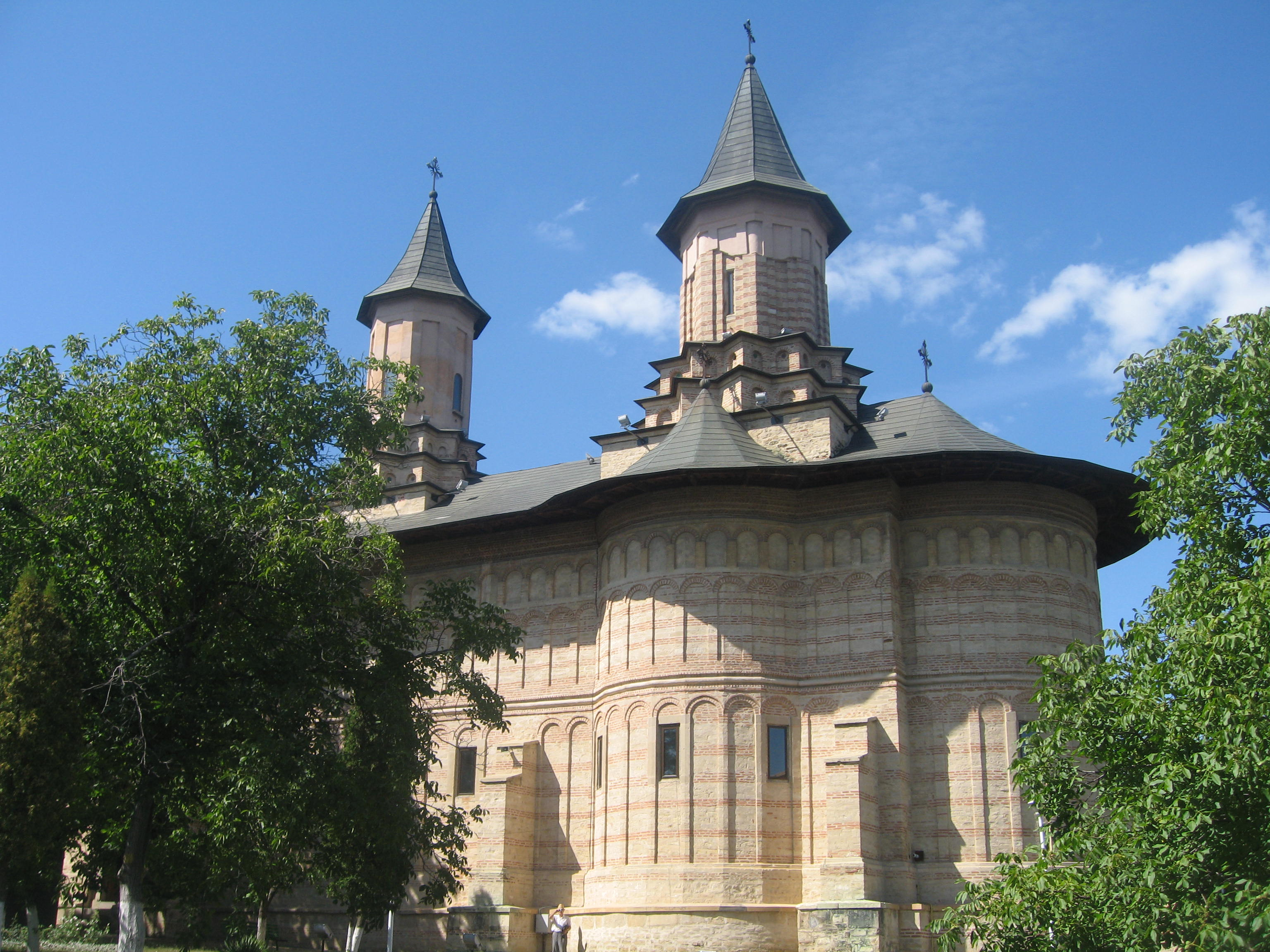
Biserica "Înălțarea Domnului"

Biserica Galata este un monument reprezentativ al arhitecturii moldovenești de la sfârșitul secolului al XVI-lea, fiind zidită de domnitorul Petru Șchiopul în a doua sa domnie (1583-1591).
Biserica, cu hramul Înălțarea Domnului, este amplasată în mijlocul incintei. Ea este construită din blocuri de piatră cioplită și rânduri de câte trei cărămizi, care conferă monumentului o policromie. Pereții bisericii sunt susținuți de nouă contraforturi de piatră, în trepte și anume: doi în diagonală la exonartex, doi în dreptul zidului dintre pridvor și pronaos, câte doi pe absidele laterale și unul sub fereastra din mijloc al absidei altarului.
După modelul creat în a doua jumătate a secolului al XVI-lea în Țara Românească (la Mănăstirea Dealu, Mănăstirea Snagov, Biserica domnească din Târgoviște etc.), fațada bisericii a fost împărțită în două registre separate de un brâu median continuu încadrat între două rânduri de cărămizi. În registrul superior, pereții bisericii sunt decorați cu două rânduri de arcade asemănătoare cu ocnițele tradiționale. În registrul inferior, există doar un singur rând de arcade care înconjoară biserica până la pridvor.
Biserica este construită în plan triconc, fiind împărțită în pridvor închis, pronaos, gropniță, naos și altar. Pridvorul are o boltă semisferică și trei ferestre terminate în arc frânt. Intrarea în pridvor se făcea prin părțile de sud și nord, prin uși cu chenare semisferice. Astăzi este funcțională doar intrarea dinspre sud. Din pridvor se trece în pronaos printr-o ușă încadrată de patru muluri, cu bazele decorate și terminate în arc frânt.
Din pronaos se trece în gropniță printr-o ușă mică care străpunge zidul. Între încăperea mormintelor și naos nu se află un zid despărțitor, ci ele sunt separate prin trei arcade puternice susținute de două coloane libere și de alte două coloane angajate în zidurile laterale, ca la ctitoria lui Neagoe Basarab de la Mănăstirea Curtea de Argeș. În zidul nordic al gropniței se află o ușă săpată în zid, prin care se poate urca pe un șir de trepte din piatră într-o încăpere secretă, aflată deasupra bolții sepulcrale. O inovație în arhitectura religioasă din Moldova o reprezintă prezența a trei ferestre în fiecare absidă, ceea ce face ca această biserică să fie mai luminoasă decât cele de dinainte.
Deasupra pronaosului și naosului se află câte o turlă octogonală zveltă, care se sprijină în exterior pe o bază pătrată și pe două stelate. Biserica Mănăstirii Galata este prima biserică din Moldova construită cu două turle, până atunci bisericile moldovenești având fie o singură turlă, fie niciuna.
Biserica Mănăstirii Galata a servit ca model Bisericii Aroneanu, Mănăstirii Dragomirna și Mănăstirii Trei Ierarhi.
În concluzie, la acest edificiu apar pentru prima dată o serie de inovații de origine munteană, cum sunt:
- apariția brâului median și a celor două registre de arcade oarbe;
- prezența unei a doua turle, deasupra pronaosului;
- înlocuirea peretelui dintre camera mormintelor și naos prin trei arcade formate din arce sprijinite pe coloane;
- tăierea a către trei ferestre pe fiecare absidă.

### Iconografia

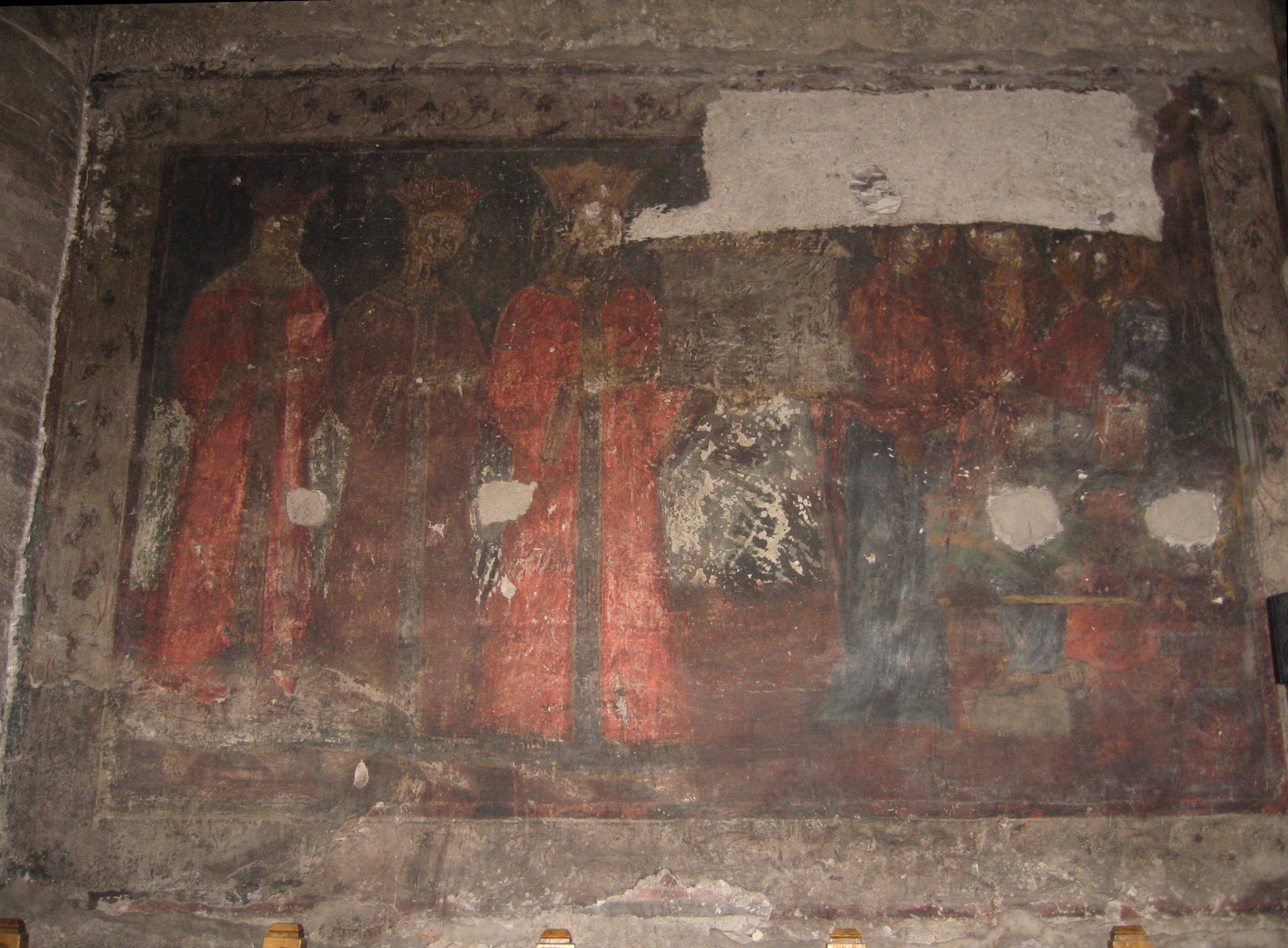
Tabloul votiv în care sunt reprezentați domnitorul Petru Șchiopul, soția sa Maria și fiica sa, Maria

Biserica Mănăstirii Galata a fost pictată în interior în frescă la începutul secolului al XVII-lea, în mod sigur în altar și naos, după cum remarca secretarul patriarhului Macarie al Antiohiei, arhidiaconul Paul de Alep. Istoricul Nicolae Grigoraș își exprimă opinia că ar fi fost pictat pe alocuri și pridvorul.
Pictura originală a bisericii a fost distrusă însă într-un incendiu din anul 1762, odată cu catapeteasma și alte obiecte bisericești. Unele fragmente din pictura originală s-au păstrat acoperite de tencuieli ulterioare. Se mai observă pe peretele nordic al naosului un fragment din tabloul votiv, în care apar portretele ctitorilor: domnitorul Petru Șchiopul, soția sa Maria și fiica sa Maria (cea care s-a căsătorit cu Zottu Tzigara, fost spătar și mare vistiernic). Toate personajele au aceeași înălțime, cu costume de aceeași culoare și coroane identice.
În afară de tabloul votiv, se mai păstrează frescele reprezentând Sfânta Treime, un sobor de îngeri, liturghia îngerească în două tablouri pe cele patru timpane mari, heruvimi, medalioane de sfinți pe arce și motive decorative florale.
În anul 1811, s-a repictat interiorul bisericii de către zugravul Vasile Dubrovschi, care a primit 1.600 lei de la arhimandritul Chiril. Zugravii au încercat să imite pictura originală, fără a reuși să egaleze calitativ. Cu ocazia lucrărilor de restaurare începute în 1961, a fost înlăturată pictura în ulei din interior.
Inițial, biserica a fost pictată și în exterior, de asemenea în frescă. Aceste picturi s-au șters în decursul celor 400 de ani de existență ai bisericii.

### Necropolă domnească
Biserica Mănăstirii Galata a fost folosită și ca necropolă domnească de către voievodul Petru Șchiopul. Lucrările de restaurare din anii '70 ai secolului al XX-lea au scos la iveală șase morminte, dintre care doar trei au putut fi identificate ca aparținând familiei ctitorului.
În biserică a fost înmormântată fiica domnitorului, Domnița Despina, care a decedat în perioada 1587-1588, probabil imediat după naștere. Pe lespedea sa funerară se află următoarea inscripție: "Această groapă a făcut-o și a înfrumusețat-o Io Petru Voievod fiicei sale Despina, care s-a strămutat la veșnicile lăcașuri în ... luna mai 15 zile și s-a născut în anul 7095 (=1587) luna ...". De asemenea, domnitorul și-a înmormântat aici și un fiu, pe nume Vlad, care a murit tot la o vârstă fragedă.
În biserică se află și mormântul primei soții a lui Petru Șchiopul, Maria Amirali, originară din Insula Rodos. Nu se știe anul când a murit aceasta, unii istorici presupunând că este vorba de 1588 (când în Iași a avut loc o epidemie de ciumă). Ca urmare a faptului că mormântul nu a fost acoperit cu o lespede funerară, acesta nu a fost profanat. Cu ocazia lucrărilor de restaurare din perioada 1961-1971, mormântul a fost deschis în 1963, cercetat de arheologul Vlad Zira și s-au găsit intacte obiecte de podoabă: un inel cu pecete, cercei, brățări etc., toate din aur masiv și frumos lucrate. Pe inelul cu pecete se află o inscripție gravată de un meșter puțin priceput, în jurul unei stele perlate cu șase colțuri. Constantin Cihodaru a propus următoarea traducere: "Pecetea doamnei Maria a lui Petru voievod".

### Odoare de preț
Mănăstirea Galata a fost dotată de ctitor încă de la început cu toate cele de trebuință. Însă, dintre bunurile și odoarele înscrise în inventarul din 15 noiembrie 1588, toate au fost pierdute sau trimise la alte biserici. Menționăm următoarele cărți: un Tetraevanghel ferecat, două Tetraevanghele neferecate, un Triod, un Penticostar, trei Psaltiri, 12 Mineie, un Tipic, un Ceaslov, un Molitvelnic, șapte Liturghiere etc. De asemenea, mai existau odoare bisericești ca de exemplu: două Chivote de argint, două Potire, două cădelnițe, două sfeșnice, câte un panaghiar, tipsie și taler, două cupe, 12 linguri, toate de argint, două sfeșnice de aramă, numeroase veșminte etc.
Din tot tezaurul Mănăstirii Galata a rămas în anul 1618 doar o tipsie de argint. Noile odoare, cărți și veșminte cu care a fost înzestrată de domnitorul Radu Mihnea (1616-1619 și 1623-1626) și urmașii săi s-au topit în incendiul din 1762. Domnitorul Grigore Callimachi (1761-1764 și 1767-1769) a înzestrat-o din nou cu odoare, dar nici acestea nu s-au păstrat, neexistând informații care să arate unde au fost duse sau când au fost distruse.
Paul de Alep a observat că în anul 1653 se afla în biserică, lângă tronul arhieresc, un tron domnesc aurit, având deasupra sa o cupolă cu o cruce și doi vulturi. Înaintea altarului ardeau lumânări în patru sfeșnice din lemn aurit, cu sculpturi pe ele, de o mare valoare artistică. Pe Sfânta Masă a altarului se aflau colonete de lemn decorate cu flori de crin, frunze și alte sculpturi aurite, care susțineau un baldachin din lemn.
O dveră cu dimensiuni de 117x77 cm, care a fost donată de Petru Șchiopul Galatei din Vale, a fost găsită în Episcopia Buzăului.

## Alte construcții

### Zidurile de incintă

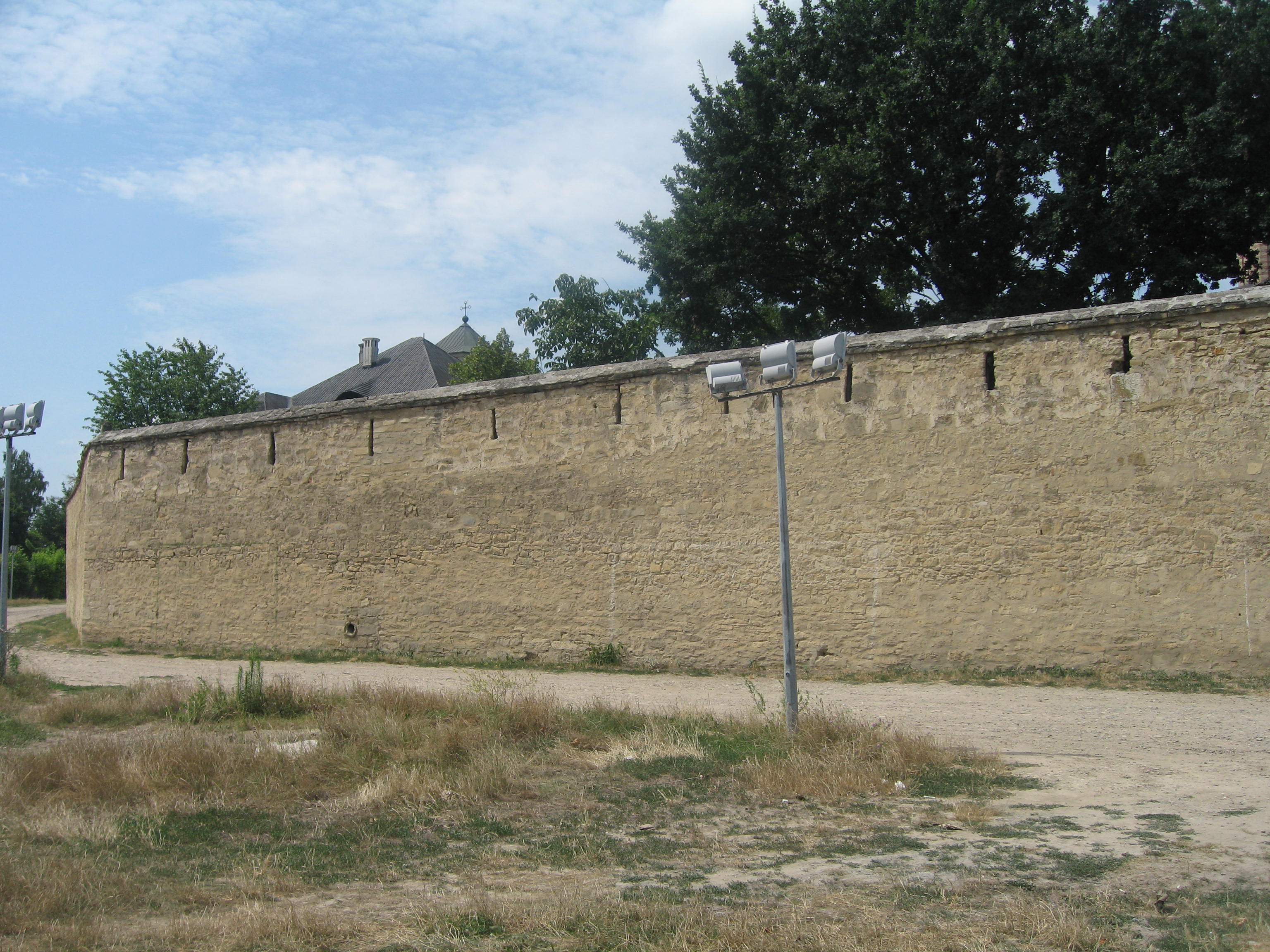
Ziduri de incintă

Inițial, Mănăstirea Galata a fost înconjurată de un gard din lemn de stejar. Aflat în vizită în Iași în anul 1653, Paul de Alep a descris Mănăstirea Galata, menționând că aceasta era înconjurată cu un gard de lemn. Un alt călător, Erasm Henric Schneider de Weismantel care a trecut prin Iași în anul 1713 amintește de palisadele din lemn de stejar ale Galatei.
Zidul de incintă care înconjoară actualmente incinta Mănăstirii Galata a fost construit în anul 1735 de egumenul Nectarie, cu banii obținuți din vânzarea unei jumătăți din satul Turbătești (din Ținutul Cârligătura) și cu ajutorul material al domnitorului Grigore al II-lea Ghica (1726-1733, 1735-1739, 1739-1741 și 1747-1748).
Alți istorici susțin însă că Mănăstirea Galata ar fi fost înconjurată încă de la început de un zid de incintă, deoarece domnitorul Petru Șchiopul construise mai multe clădiri anexe. S-a vehiculat ideea că spusele lui Petru de Alep ar fi fost greșit traduse, mai ales că "Galata din vale" ar fi avut un zid de incintă.
Mănăstirea Galata este înconjurată în prezent de ziduri de piatră prevăzute cu metereze pentru puști (sânețe), sprijinite în interior de contraforturi de formă poligonală, adaptate terenului. De-a lungul zidurilor, înspre turnul clopotniță, se observă existența unui "drum de strajă" din scânduri, pentru a permite apărarea la nivelul meterezelor.

### Casa domnească

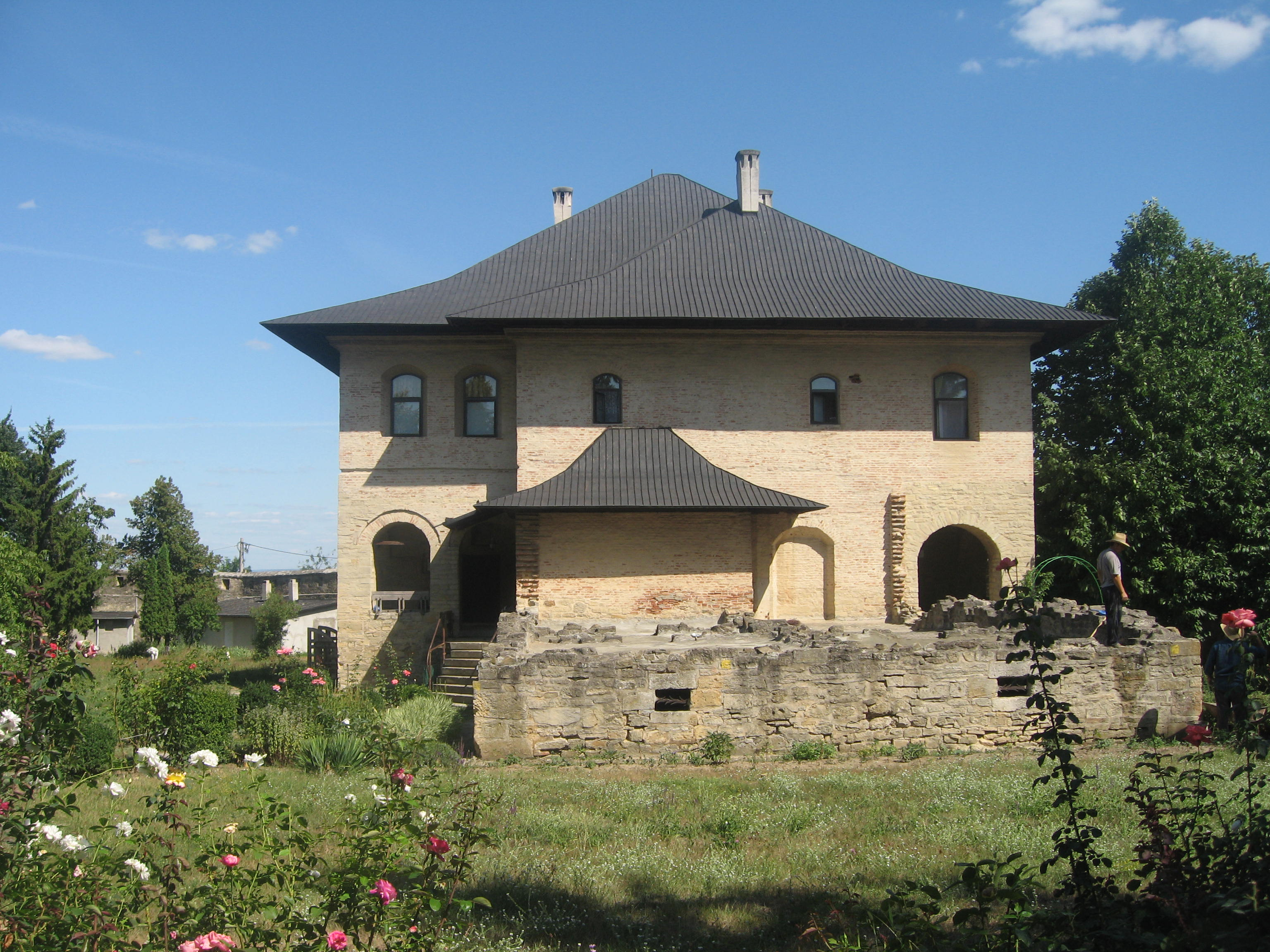
Casa domnească văzută de pe drumul spre biserică

Domnitorul Petru Șchiopul a construit în incinta mănăstirii o casă domnească, unde a locuit o perioadă. În vara anului 1591 el a emis acte de aici.
Ulterior și alți domnitori au locuit în casa domnească de la Galata sau și-au adăpostit familia în timpul epidemiilor, al războaielor și răscoalelor. Printre cei care au locuit în casa domnească de la Galata sunt menționați următorii:
- Timuș Hmelnițki, hatman căzăcesc - venit la Iași în mai 1653 cu oaste de cazaci în sprijinul socrului său, Vasile Lupu. După cum a scris Miron Costin, "Vasilie-vodă dacă au sosit la Iași, după sfat ce au făcut cu ginere-său, cu Timus, s-au mutat Timus cu tabăra la Gălata, iară Vasilie-vodă au rămas în curte, gătindu-să asupra lui Matei-vodă, cu mare gătire, dândŭ știre țărîi să încalece tot omul, iertând pre toți de toate vinile, de ari hi și greșit cineva, împrotiva domniei".[36] Într-una din zile, Timuș ("den hirea lui acea de tiran ce era și de om sălbatecă și fără nice o frică de Dumnedzău") l-a chemat la Galata pe pisarul polonez Cotnarschi, care a fost lovit de cazaci cu săbiile, din porunca sa.[37]
- Gheorghe Ghica, domnitor al Moldovei (1658-1659) - și-a stabilit reședința domnească la Galata în 1658
- Constantin Șerban Basarab, domnitor al Moldovei (1659, 1661) - și-a stabilit tabăra aici în noiembrie 1659, după ce oastea sa fusese înfrântă de cea a lui Gheorghe Ghica. El i-a pus pe darabani și pe seimeni să sape un șanț mare înaintea taberei, deasupra pârâului Nicolina.[38] La apariția oștilor tătărești, oștenii lui Constantin Vodă au ieșit din mănăstire și au înaintat în câmp deschis, la Broșteni, unde au fost învinși de tătari. Domnitorul a luat drumul spre Vaslui, lăsându-și toate carele "la mănăstirea lui Pătru-vodă, la Galata de Sus".[39] La 13 decembrie 1659, Mănăstirea Galata a fost ocupată de tătari, care i-au aruncat din clopotniță pe ultimii apărători.
- Dumitrașcu Cantacuzino, domnitor al Moldovei (1674-1675, 1684-1685) - s-a mutat la Galata împreună cu boierii în iunie 1675, în timpul unei epidemii de ciumă care a ținut până în ianuarie 1676. Acest eveniment este consemnat de Ion Neculce astfel: "S-au scornit o ciumă mare în toată țara în dzilele acestui domnu la vleato 7183, de la luna lui iuni, ș-au ținut pân’ la ghenar. Ș-au murit mulți oameni, cât nu-i putè îngropa și-i arunca prin gropi, de-i năruia. Iară Dumitrașco-vodă, vădzindu atâta omor, au ieșit în diial la Gălata cu boiarii, și acolo ședè." [40]

Domnitorul Grigore al II-lea Ghica (1726-1733, 1735-1739, 1739-1741 și 1747-1748) a construit case noi în incinta mănăstirii în 1729, locuind și el acolo în anumite perioade. În 1738 o oaste nemțească din Transilvania a traversat munții, în Moldova. Domnitorul și-a stabilit întâi tabăra la Frumoasa, apoi la Țuțora, unde a strâns o oaste compusă din moldoveni, turci și lipcani, după care s-a stabilit la Galata. El a făcut un șanț întărit în jurul mănăstirii, unde a așezat străjeri. Iată cum relatează cronicarul Ion Neculce: "Și de frica viziriului și de rușine s-au întorsu iarăș înapoi la Gălata. Ș-au făcut hendichiu în giuru împregiurul taberii ș-au pusu străji buni. Ș-au șădzut toată vara acolo, pân-în toamnă la Simedriu."  Domnitorul l-a primit aici pe fratele său, terzimanul Alexandru, care se ducea la Istanbul.
Deoarece casele domnești erau în pericol de prăbușire, domnitorul Grigore al III-lea Ghica (1764-1767 și 1774-1777) a poruncit la 23 iulie 1765 egumenului Mănăstirii Galata să dărâme vechile locuințe, păstrând doar palatul construit de Grigore al II-lea Ghica. Această clădire a ars în 1783. Ulterior, în palat a locuit mitropolitul Leon Gheucă (în decembrie 1788) și apoi și alți mitropoliți ai Moldovei. În casele egumenești a fost amenajat în secolul al XVIII-lea un paraclis cu hramul "Sf. Apostol Iacov".
De teama epidemiei de ciumă din anul 1799, domnitorul Alexandru Callimachi s-a mutat la Galata împreună cu curtenii săi. Între anii 1799-1801, domnitorul Constantin Ipsilanti a construit o nouă locuință domnească, lângă zidul sudic al incintei, precum și noi chilii. Pentru a ușura accesul la mănăstire, a fost construit un pod de lemn (care ar fi rămas în picioare până la începutul secolului XX), precum și o uliță, care se numește astăzi Strada Ipsilanti.
În anul 1814, un incendiu a mistuit toate construcțiile din incinta mănăstirii, mai puțin biserica, rămânând doar niște bucăți de ziduri afumate. Palatul a ars în noaptea de 11/12 septembrie 1822; în ziua anterioară se stabilise ca aici să se alcătuiască alaiul cu care noul domnitor, Ioniță Sandu Sturdza, urma să intre în Iași. Aflat la Iași în 1840, scriitorul Alecu Russo vedea aici ruinele palatului Ipsilanti, "căzut în zorii lui ca și stăpânii". Abia în anul 1847, Ruxanda, sora domnitorului Mihail Sturdza, a dispus construirea câtorva case mici, în care a locuit până la sfârșitul vieții.
Restaurările efectuate între anii 1961-1971 au avut ca rezultat reconstruirea din imaginație a unei părți din Palatul domnesc de odinioară, păstrându-se unele ruine conservate la nivelul parterului și pivnița.
În prezent, Casa domnească adăpostește paraclisul "Sf. Apostol Iacov" și un muzeu al mănăstirii. În muzeu pot fi admirate exponate de o deosebită frumusețe și valoare artistică, cum ar fi obiecte vechi de cult, copii fotografice ale documentelor referitoare la trecutul mănăstirii, stampe vechi, portrete ale familiei ctitorului și ale domnilor Moldovei care au avut legături cu mănăstirea, fotografii ale mitropoliților Anastasie Crimca, Dosoftei Barilă, Veniamin Costachi, Leon Gheucă sau Iosif Naniescu, pecețile Mitropoliei Moldovei, Episcopiilor Romanului și Hușilor din 1650, a Rădăuților, precum și hărți ale Iașului din secolul al XVIII-lea sau pecetea orașului Iași din 1652, precum și un fragment din vechea frescă a mănăstirii, pictată cu așa-numitul "roșu de Galata".

### Turnul clopotniță

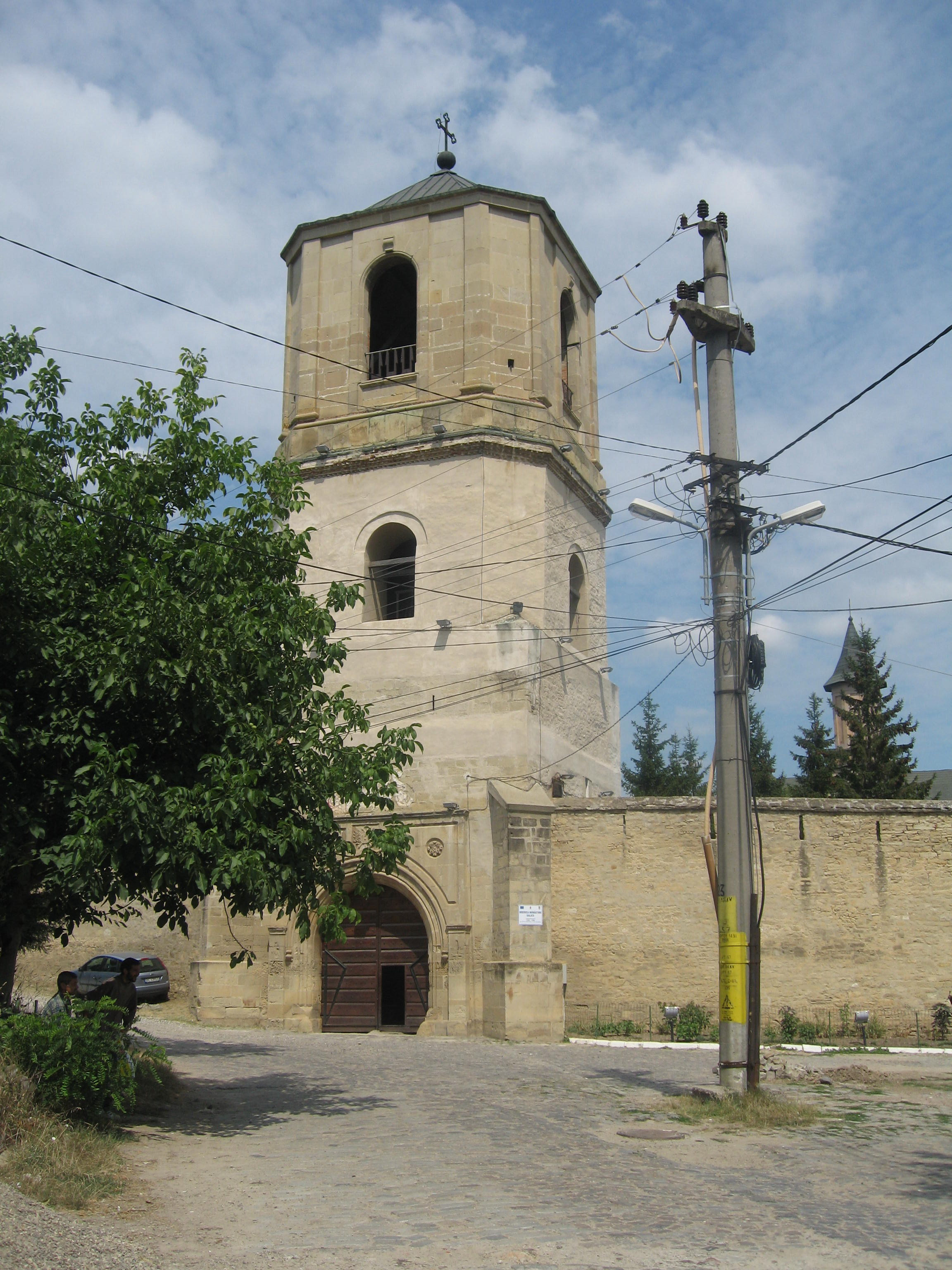
Turnul clopotniță

Deși nu există surse cu privire la anul înălțării turnului clopotniță, se presupune de către istorici că ar fi fost construit tot de Patru Șchiopul, având și rolul de loc de intrare în mănăstire. Construcția inițială avea la parter o intrare boltită, pe unde se intra în incinta mănăstirii, o cămăruța la primul etaj (unde se ajungea printr-o scară în spirală) și o cameră a clopotelor la al doilea etaj.
Domnitorul Mihail Sturdza (1834-1849) a adăugat încă un etaj la clădirea turnului clopotniță, care este delimitat clar de celelalte două etaje printr-un brâu de piatră. Deasupra intrării, el a dispus montarea unei steme în relief a Moldovei, care s-a deteriorat în mare măsură în decursul anilor.
Turnul clopotniță a fost consolidat ca urmare a avariilor suferite la cutremurul din 4 martie 1977, când au apărut fisuri pe zidul său.
Clopotele vechi au fost topite și returnate în mai multe rânduri, ele aflându-se actualmente în incinta mănăstirii.

### Alte obiective
Pe lângă aceste construcții, în incinta mănăstirii, lângă turnul clopotniță, se mai află un postament de piatră cu un clopot vechi dăruit de Petru Șchiopul bisericii "Galata din vale" pe care se află următoarea inscripție: "Acest clopot l-a făcut Io Petru Voievod și -a dat mănăstirii unde este hramul Înălțării, în anul 7987 (=1579), luna lui martie 15". Clopotul este decorat în trei registre, al treilea având un desen cu capete de bour.

## Imagini

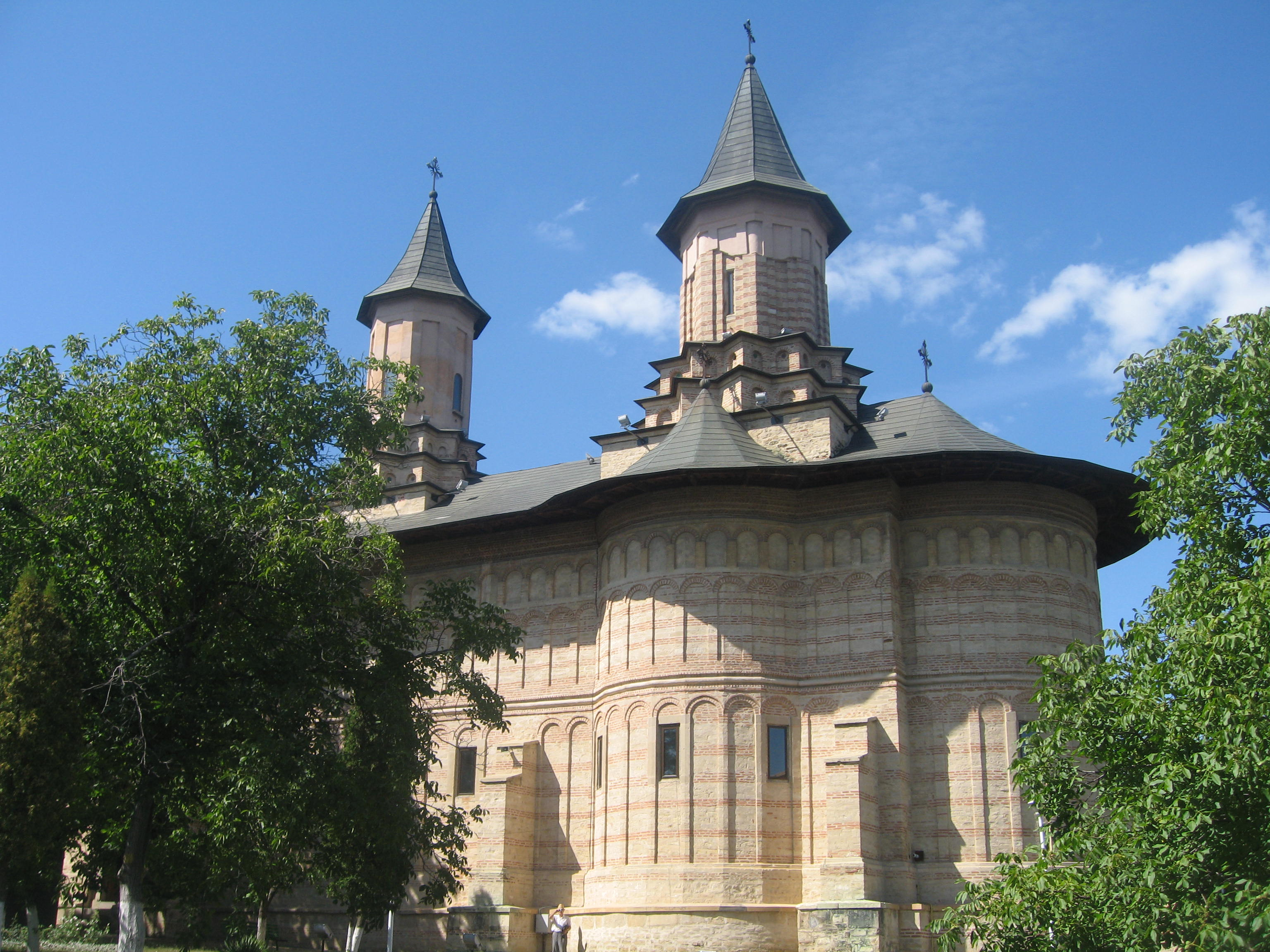
Biserica "Înălțarea Domnului"
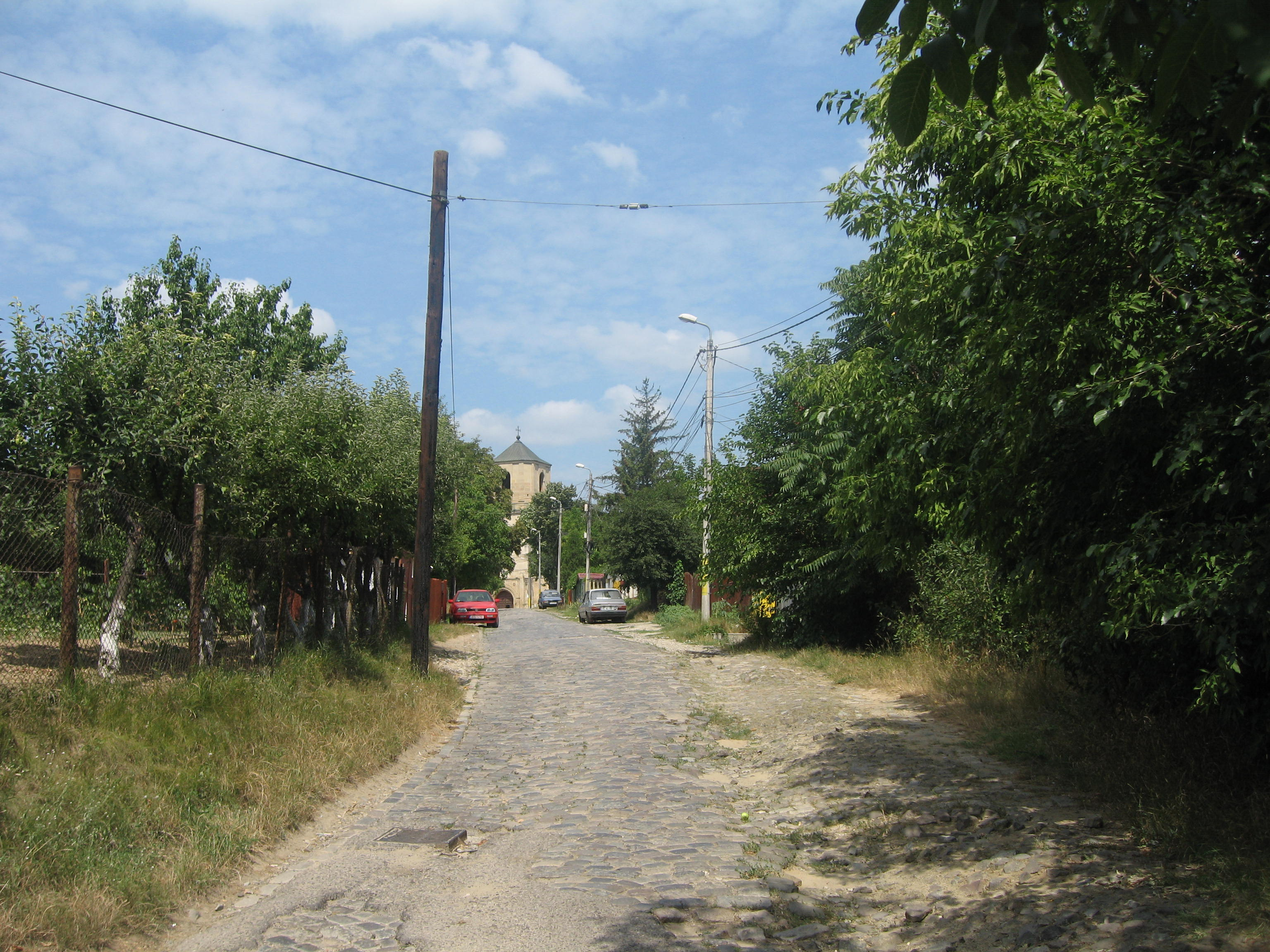
Drumul de acces spre Mănăstirea Galata
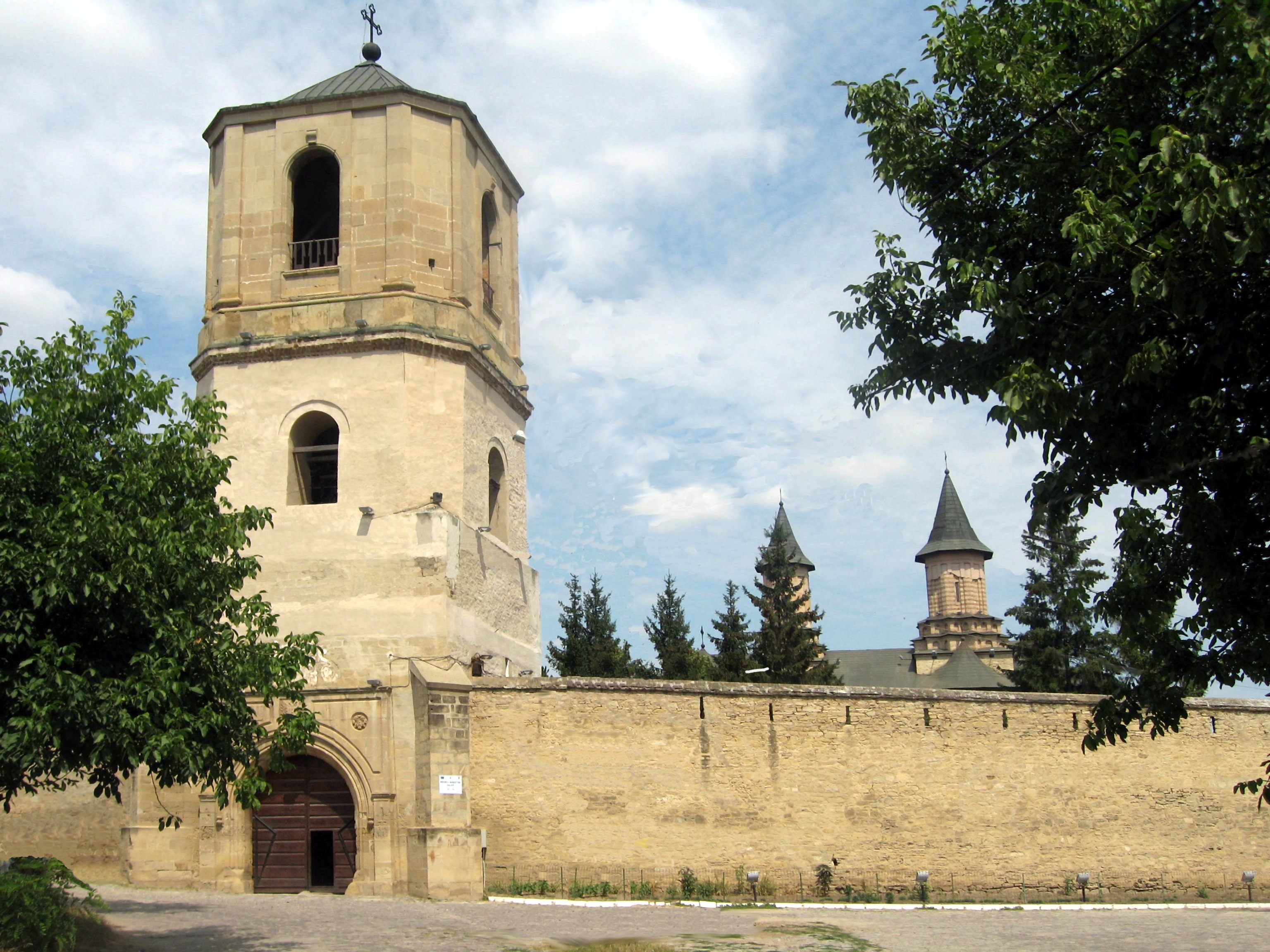
Turnul clopotniță și zidul de incintă
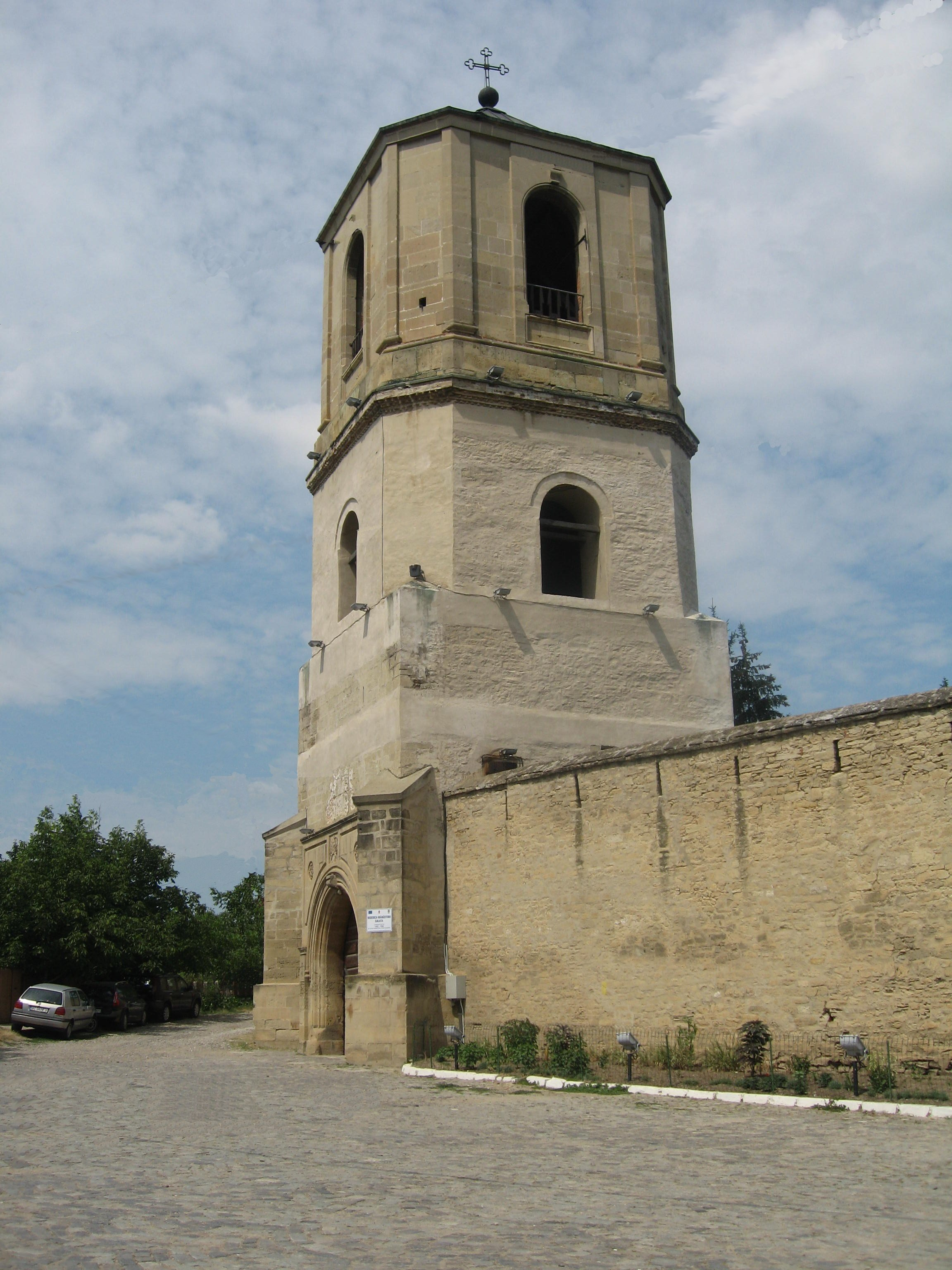
Turnul clopotniță privit de pe partea laterală
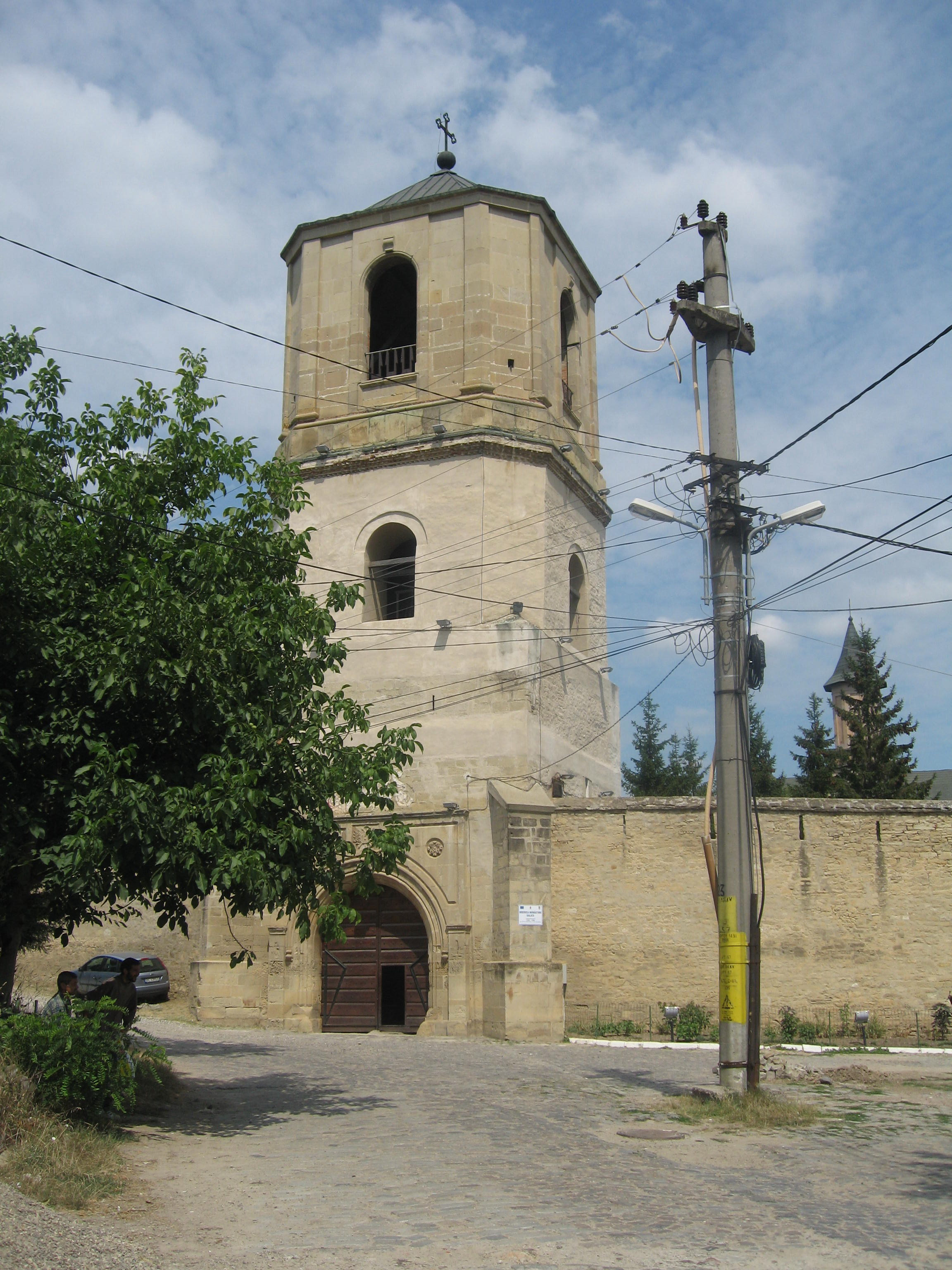
Turnul clopotniță
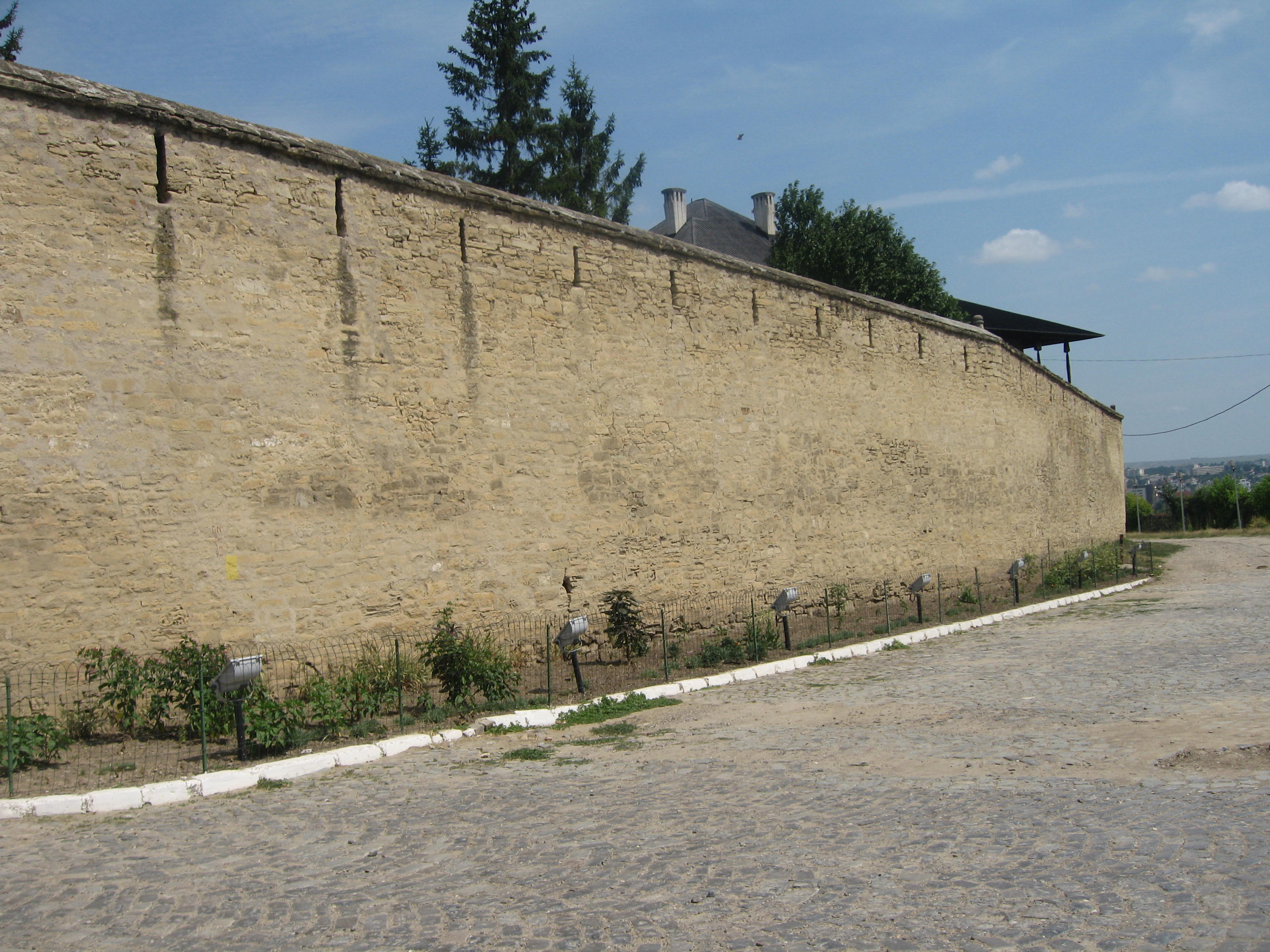
Zid de incintă
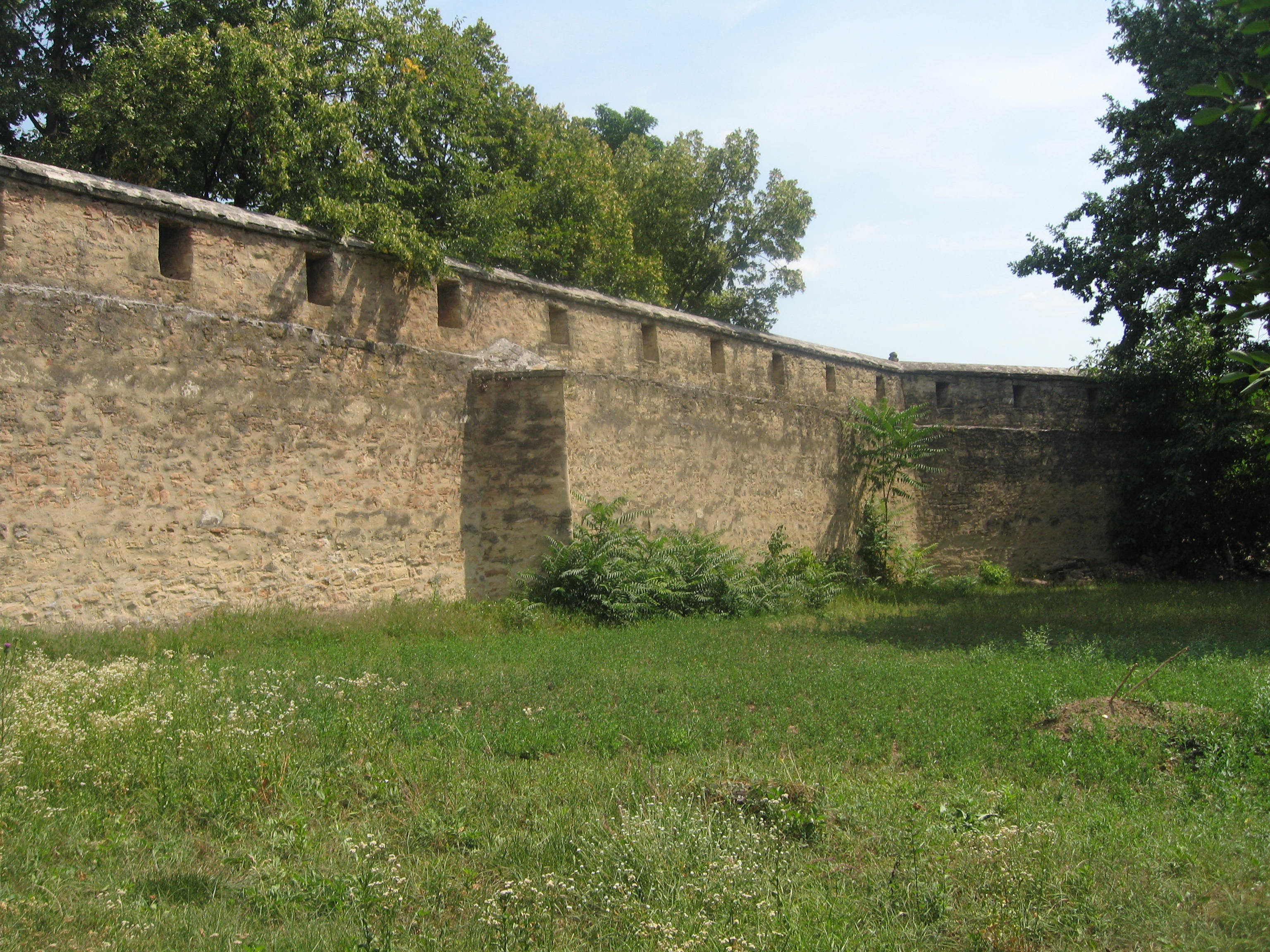
Zid de incintă
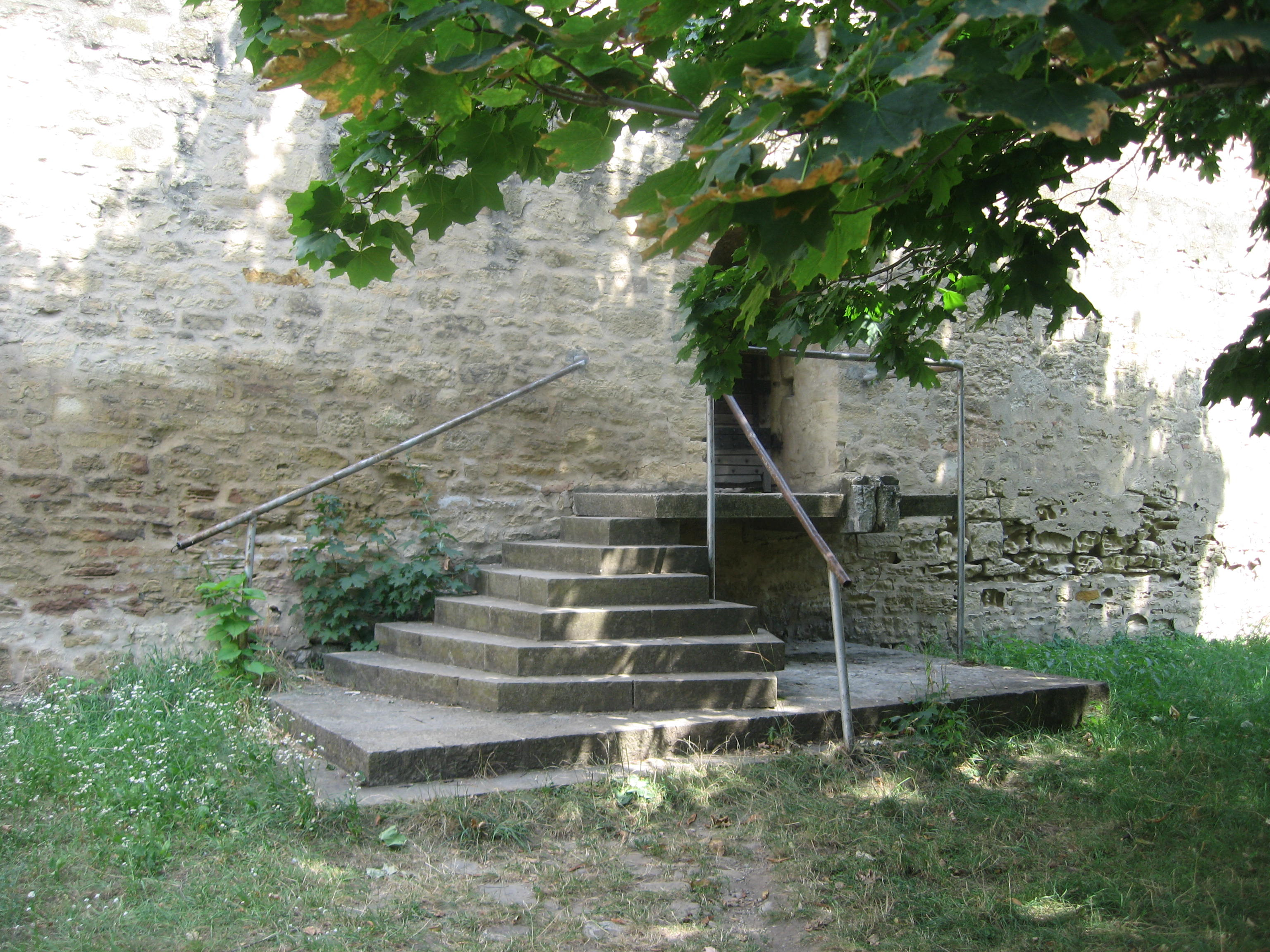
Poartă de ieșire spre cimitir
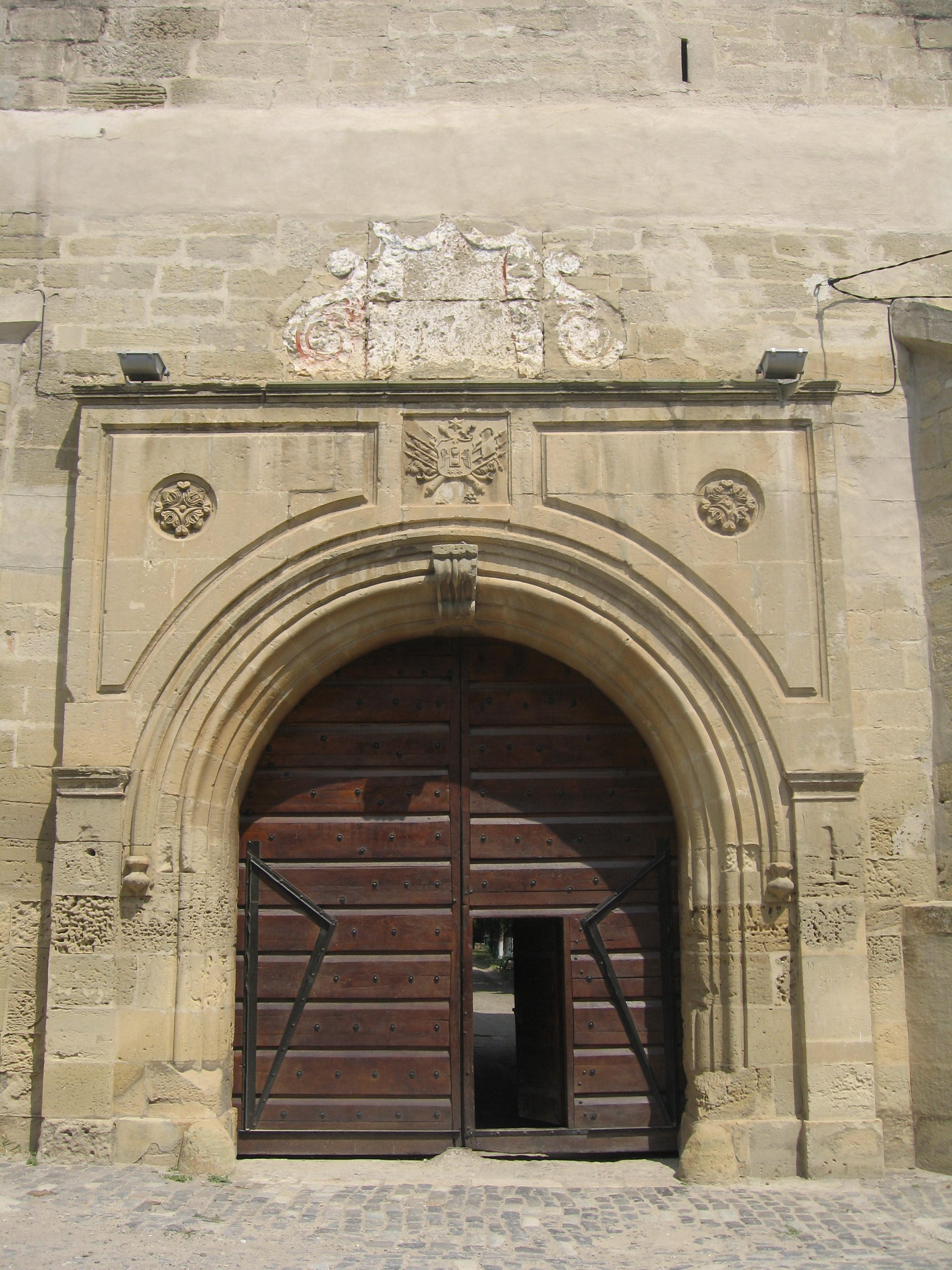
Poarta de intrare
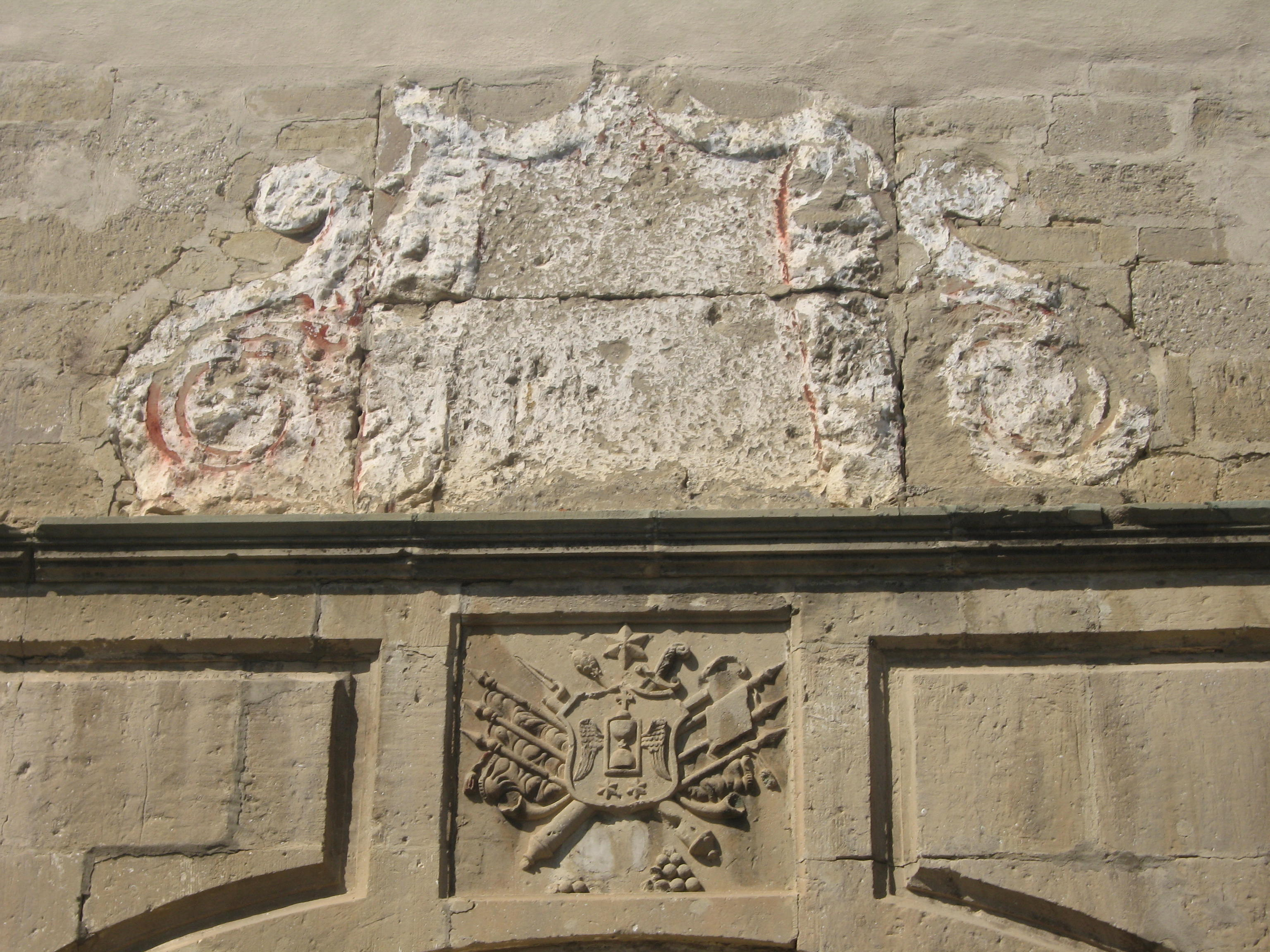
Stemele de pe zidul turnului clopotniță
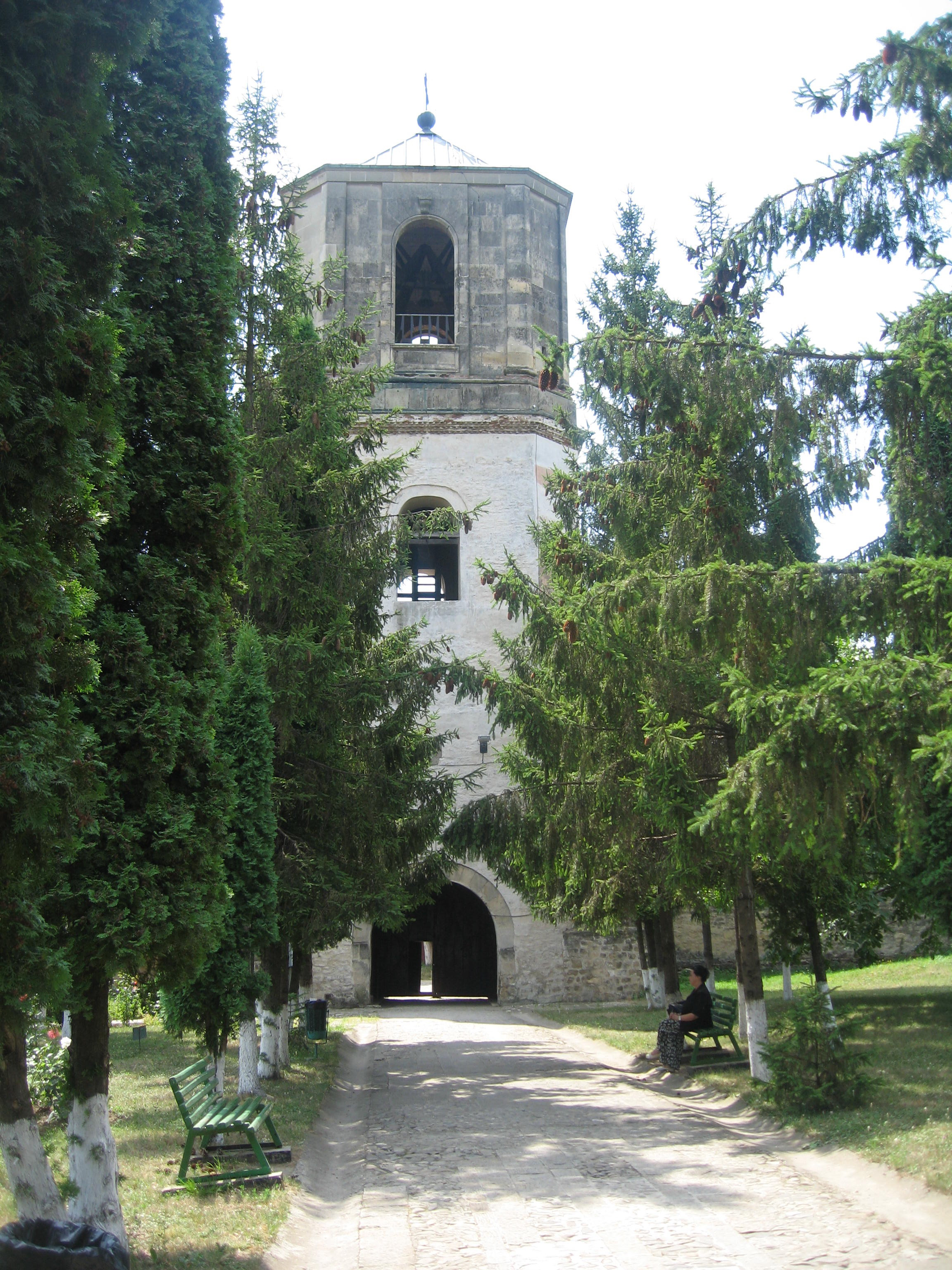
Turnul clopotniță văzut dinspre biserică
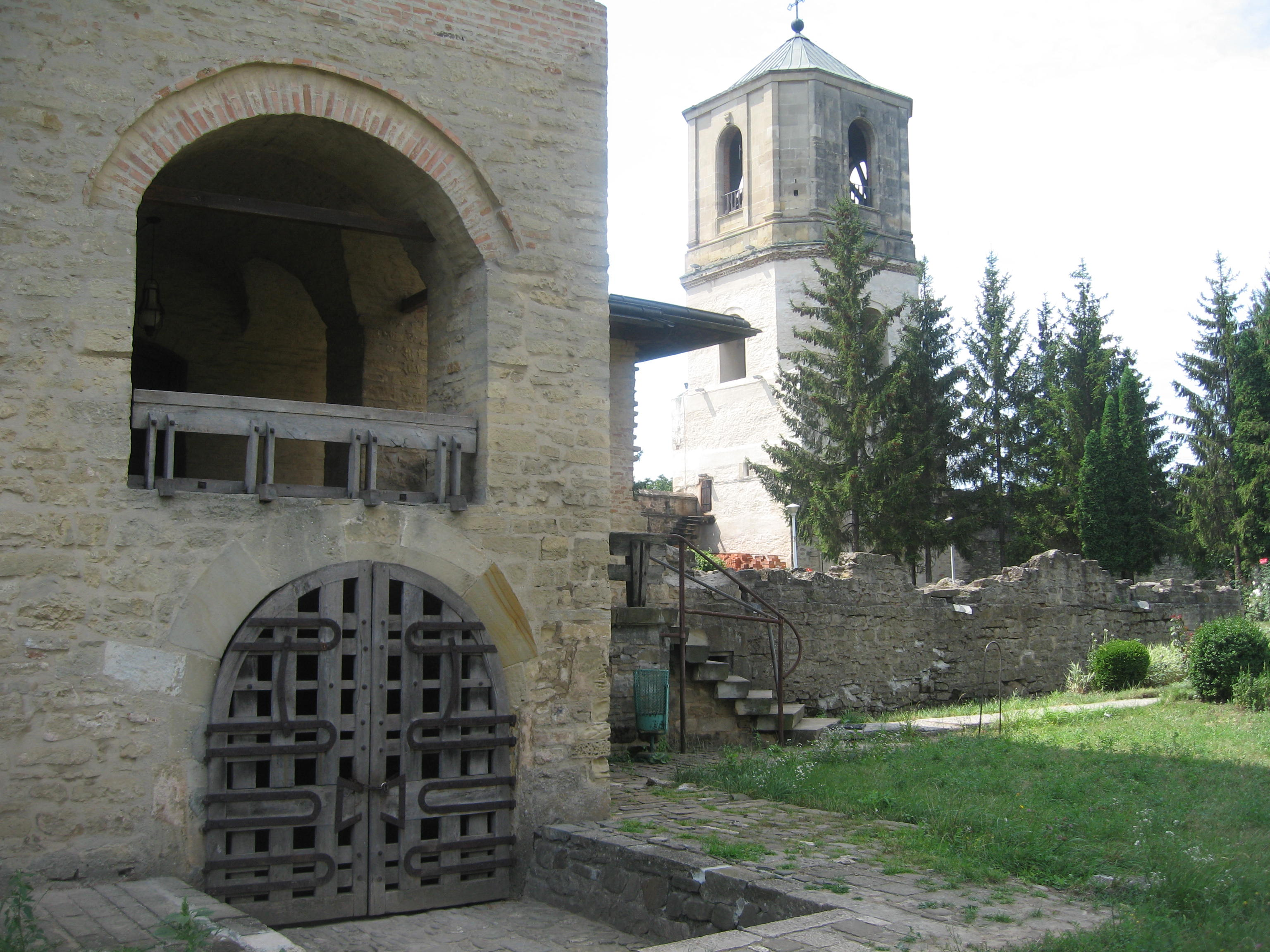
Turnul clopotniță văzut dinspre casa domnească
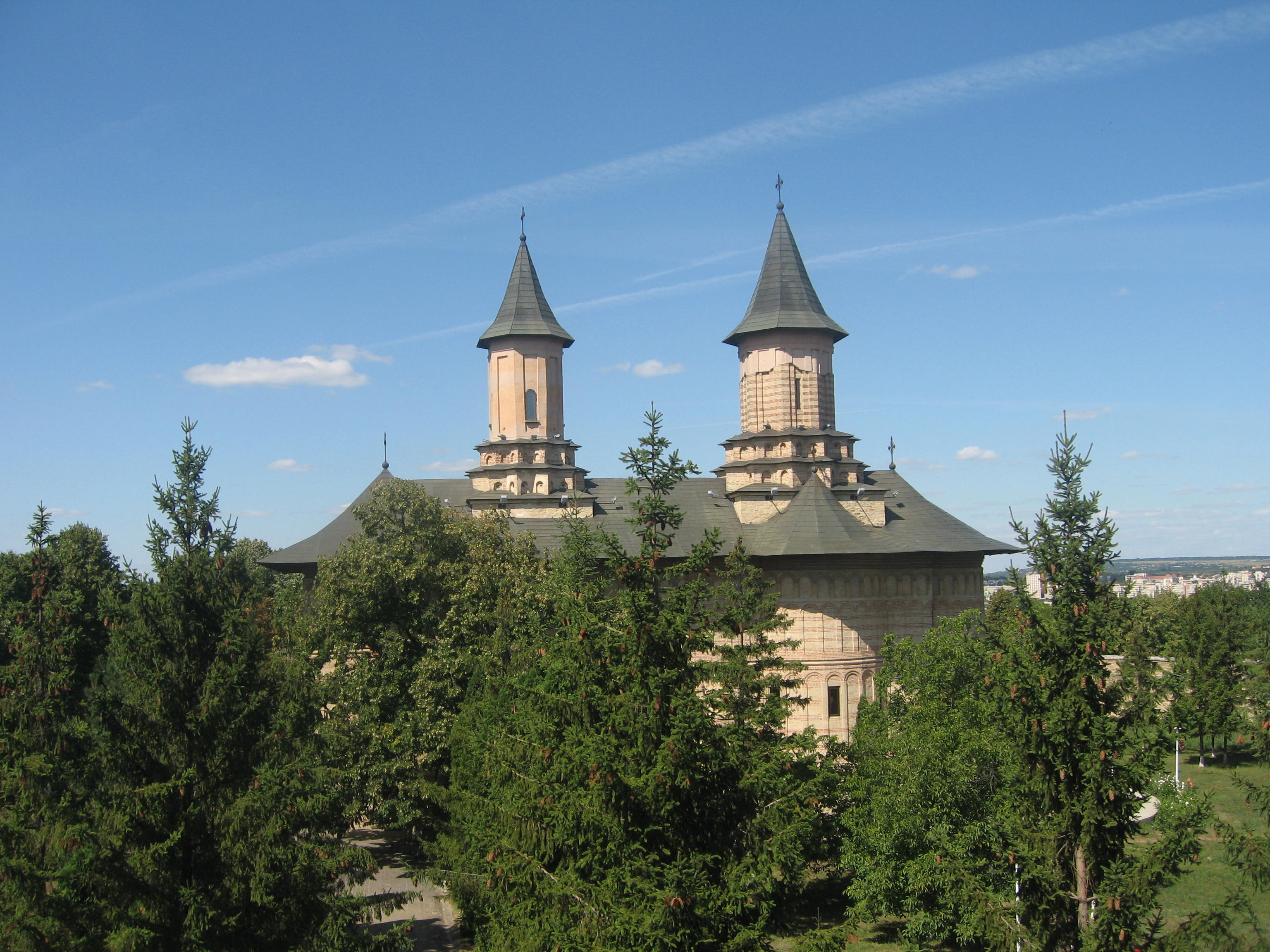
Biserica văzută din turnul clopotniță
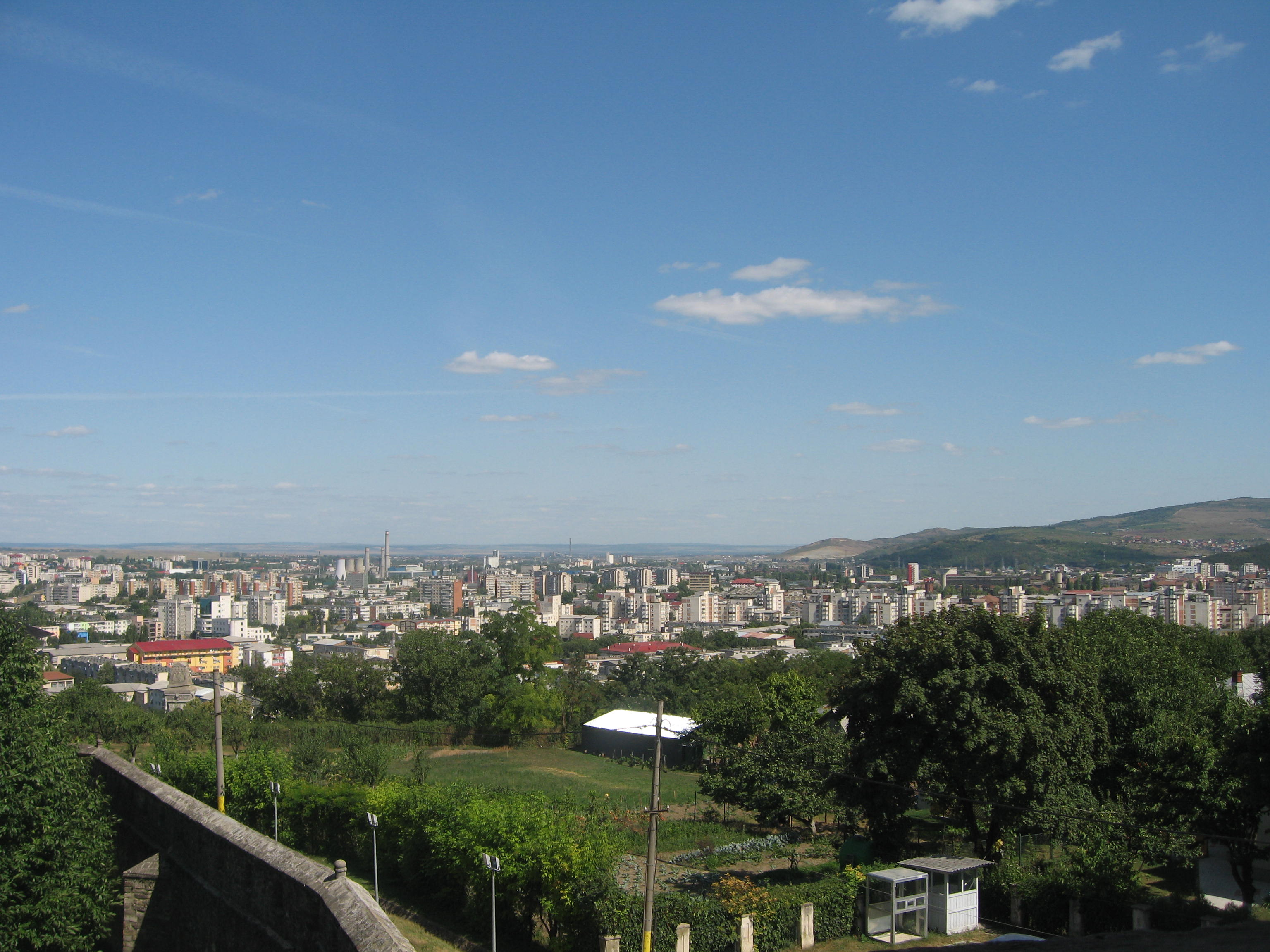
Cartierul Nicolina văzut din turnul clopotniță
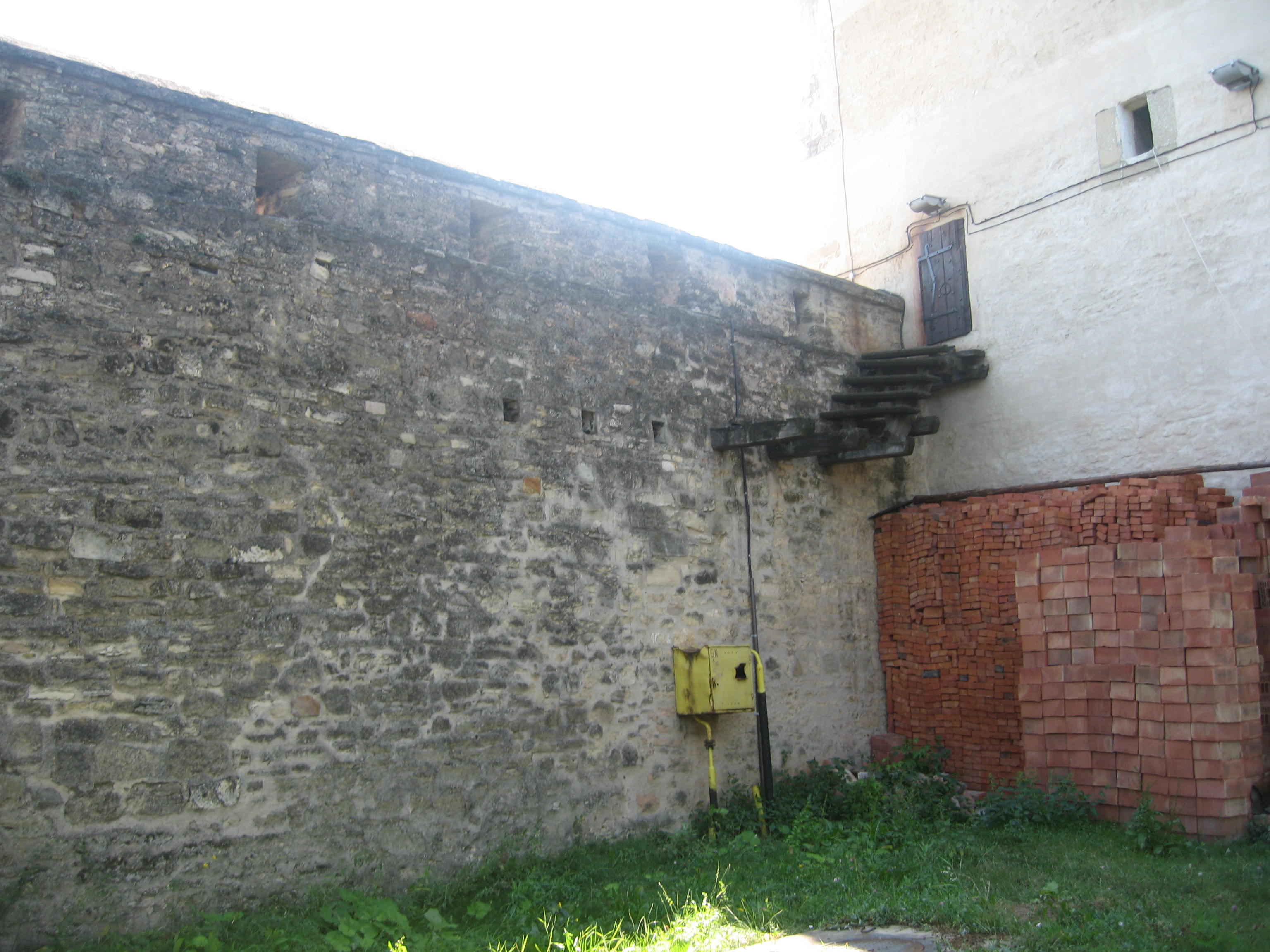
Drumul de veghe de pe zidurile Galatei
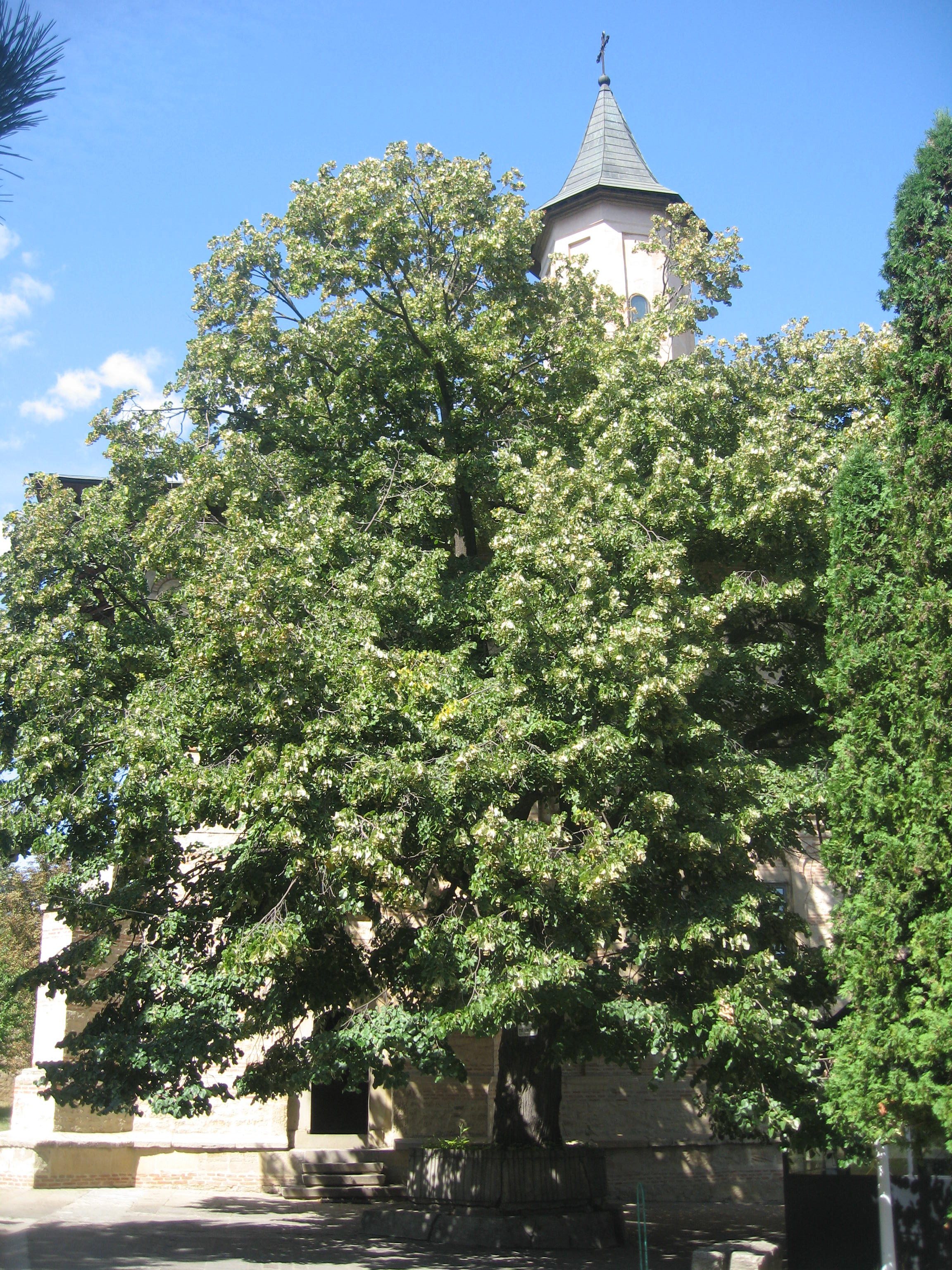
Tei argintiu, eco-monument aflat la intrarea în biserică
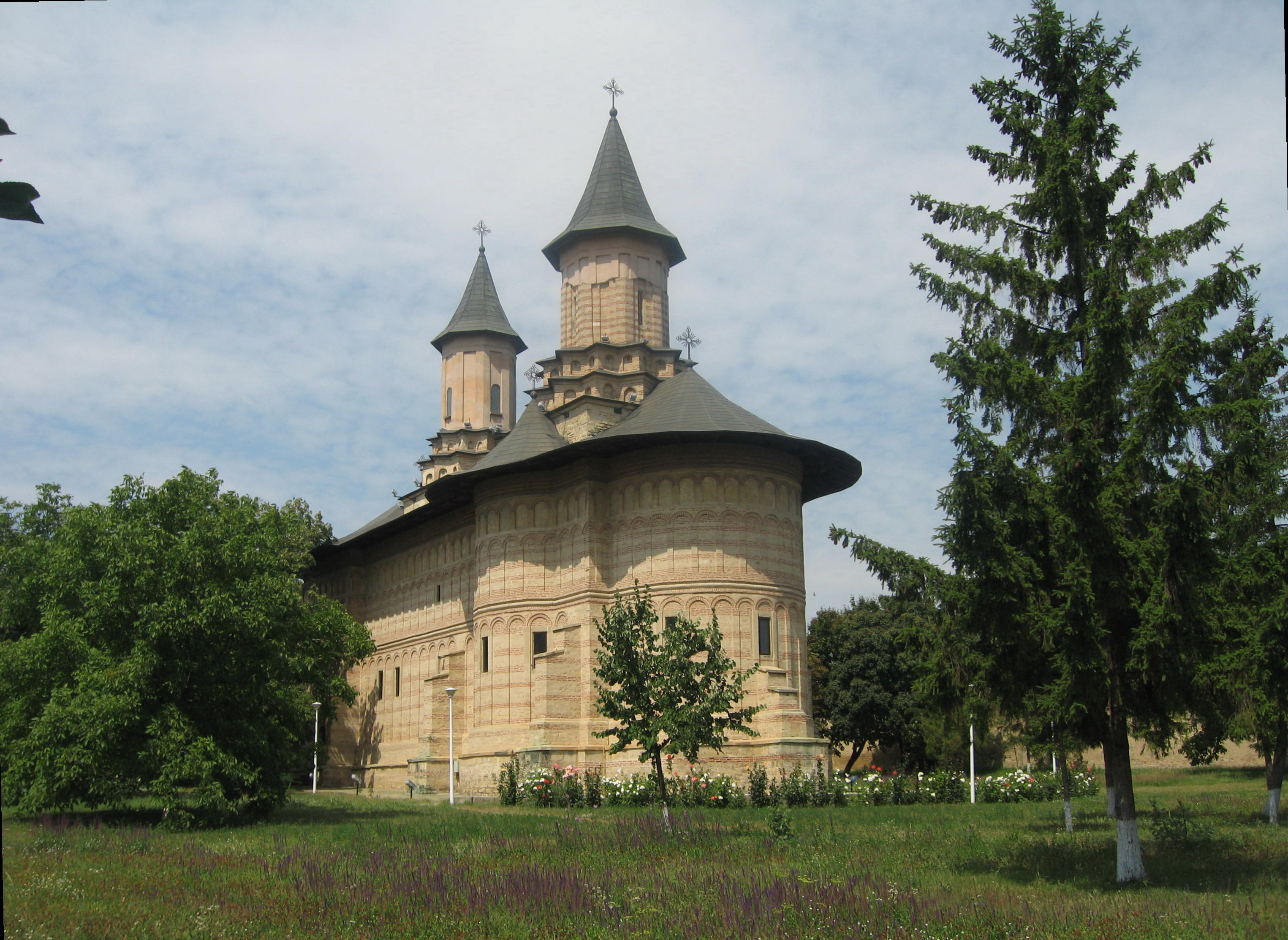
Biserica Mănăstirii Galata
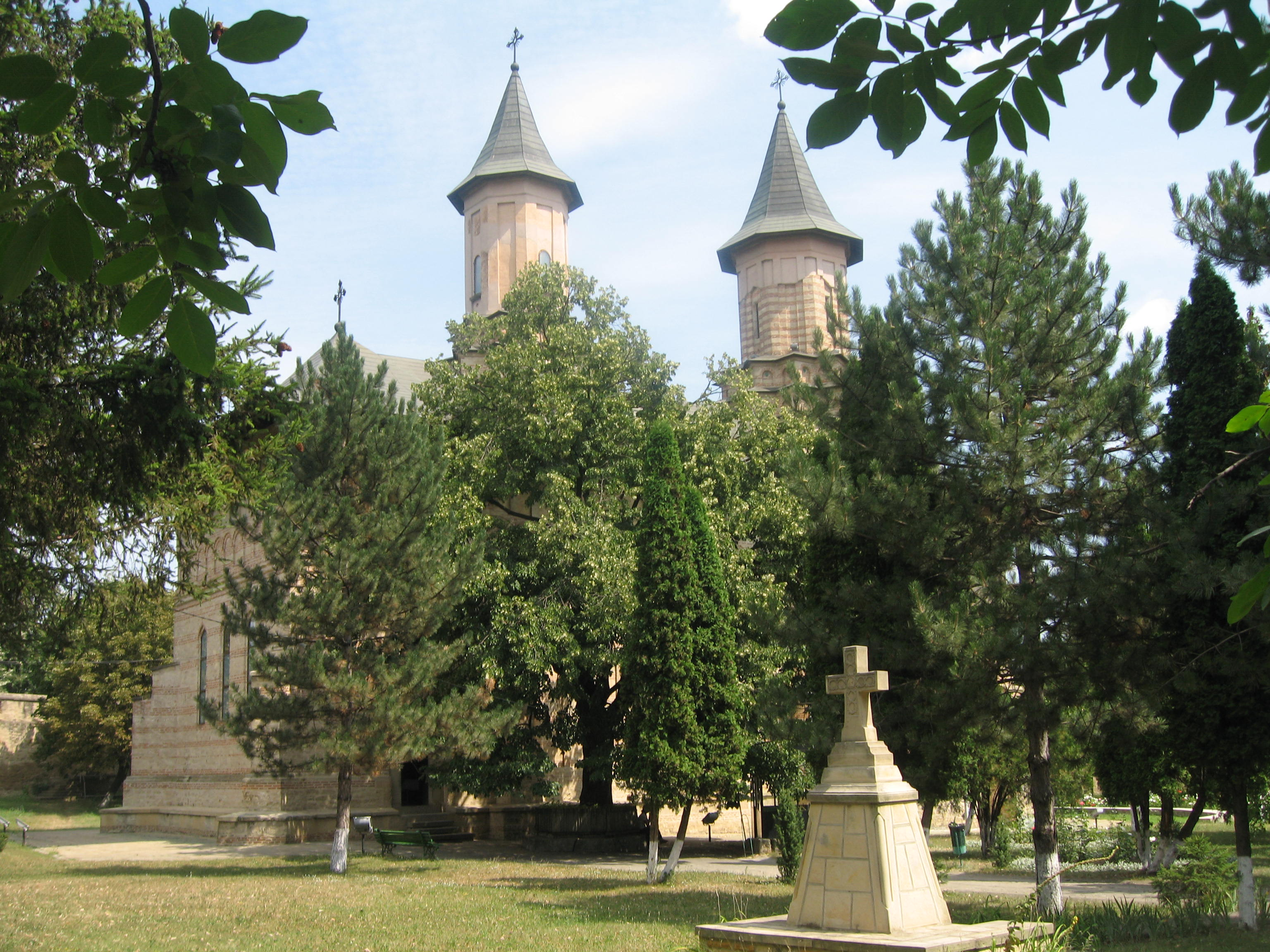
Biserica privită dinspre sud-vest
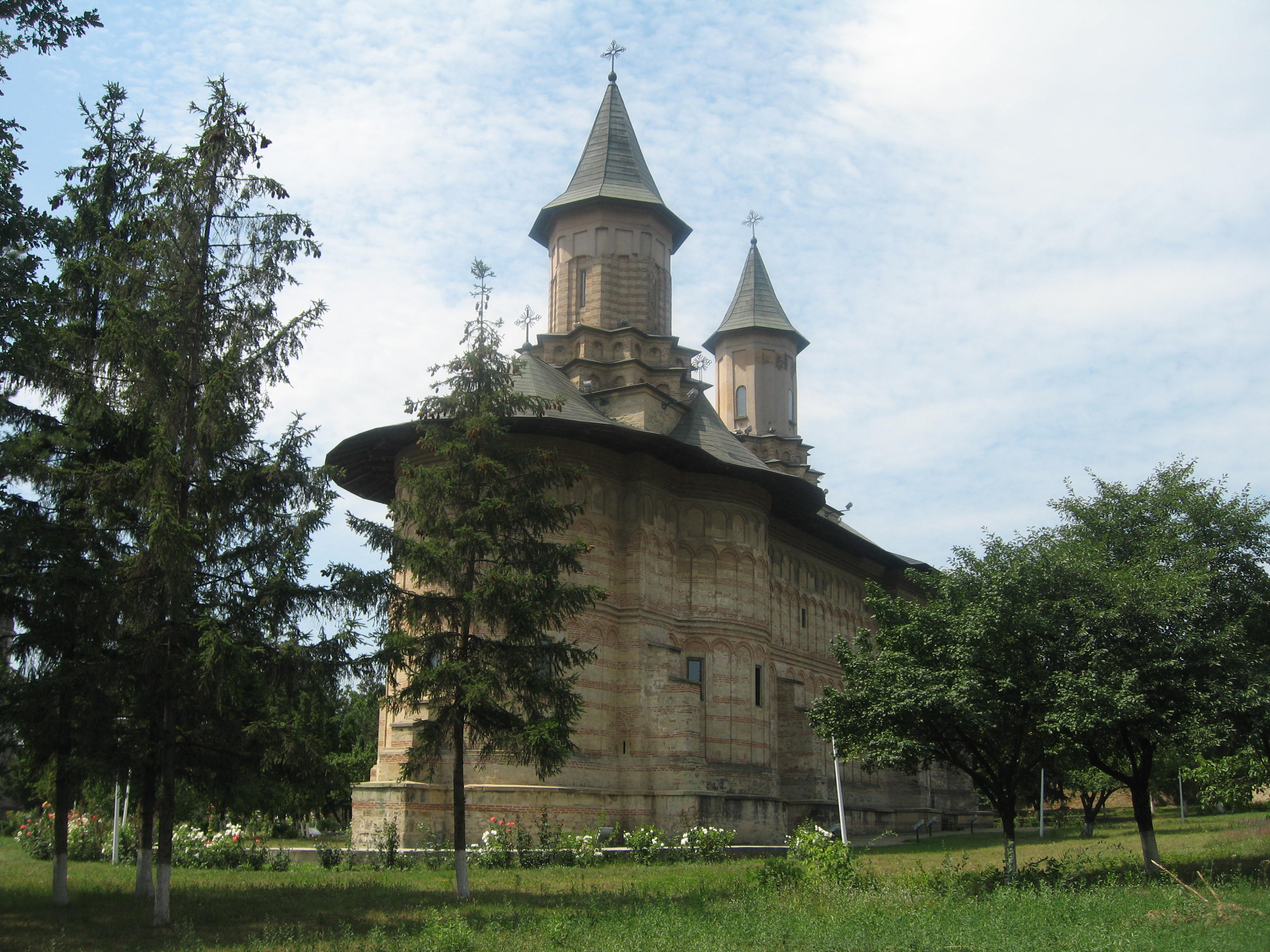
Biserica privită dinspre nord-est
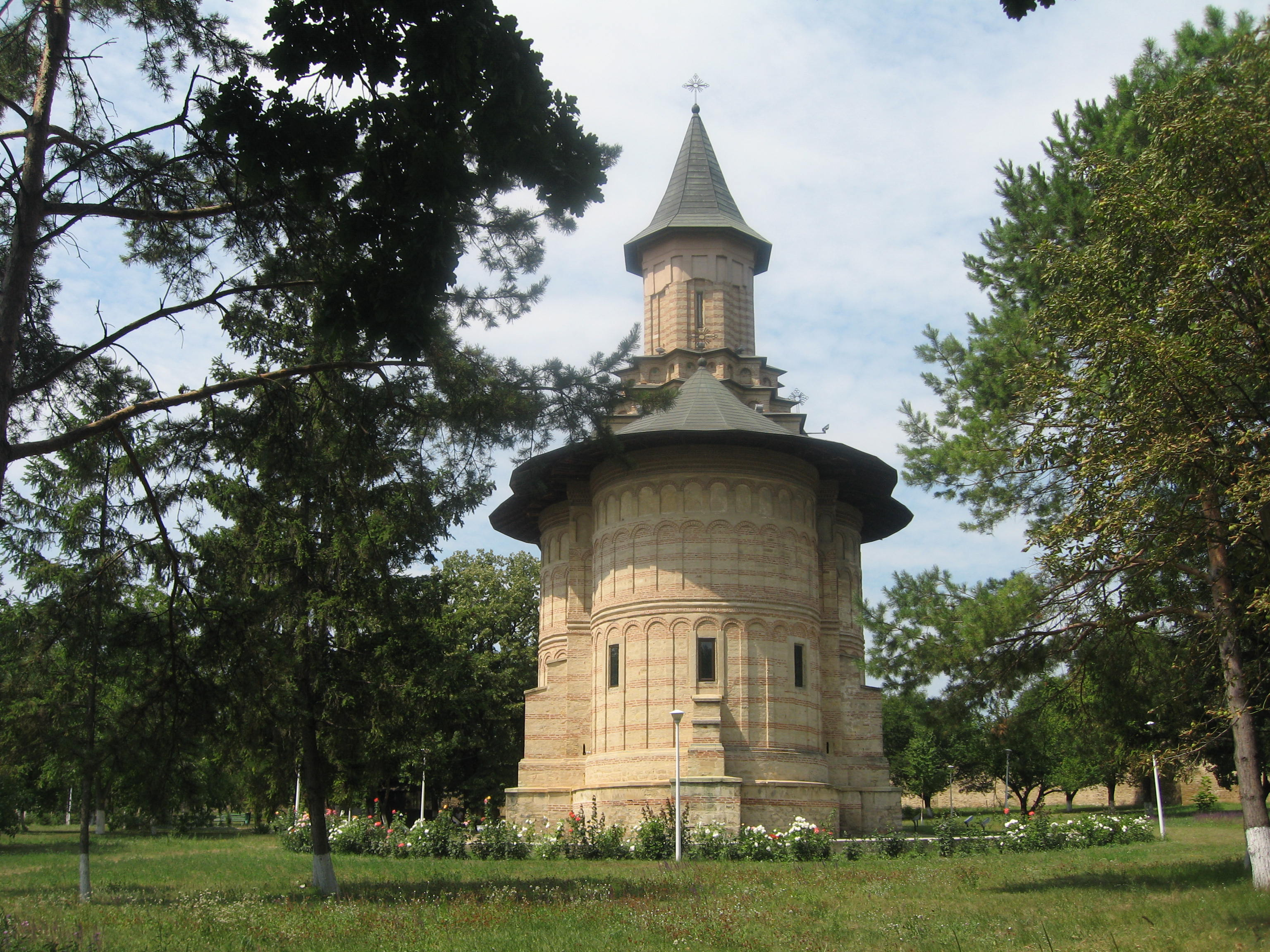
Biserica privită dinspre est
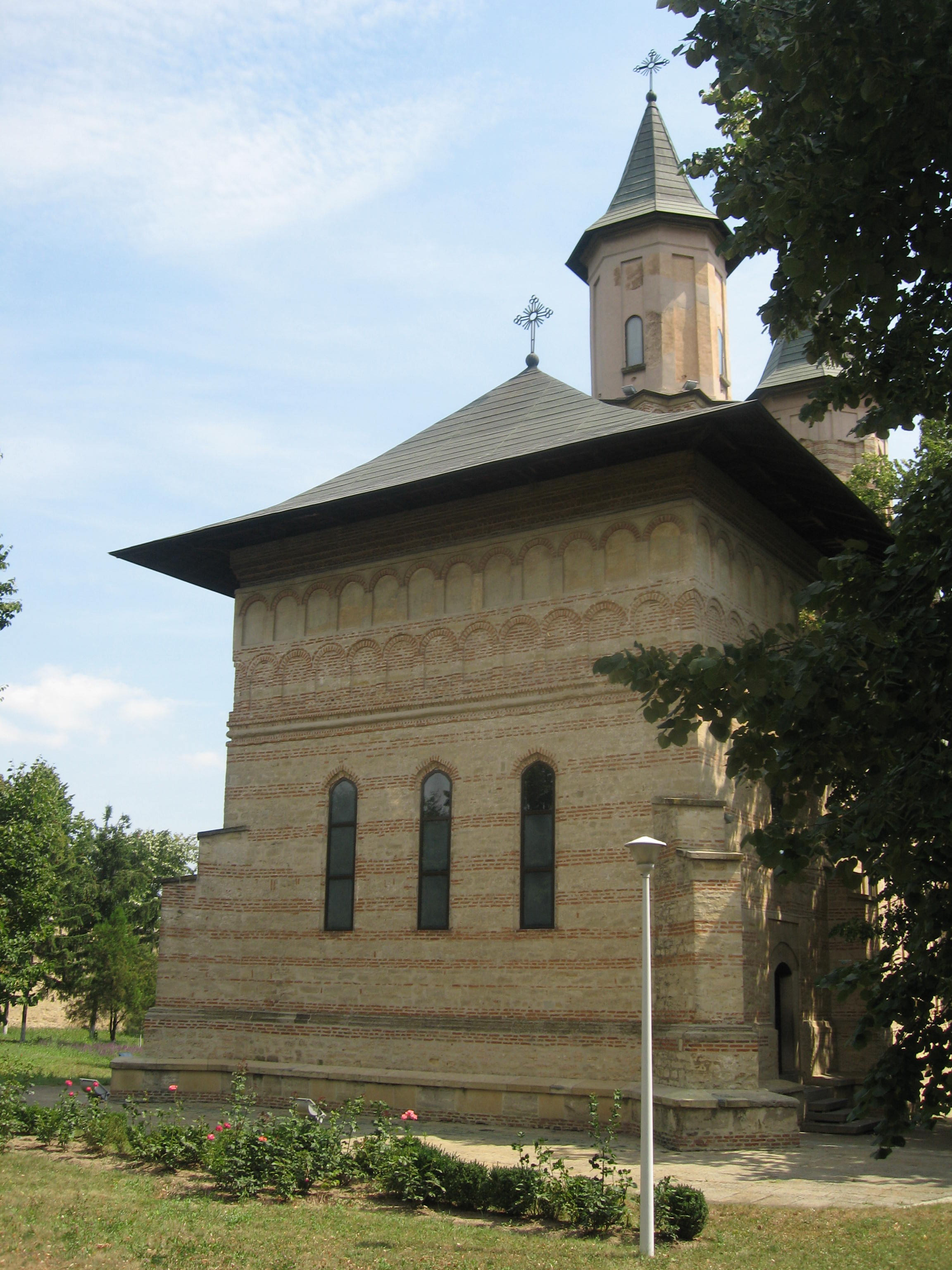
Pridvorul bisericii este susținut de două contraforturi la colțuri
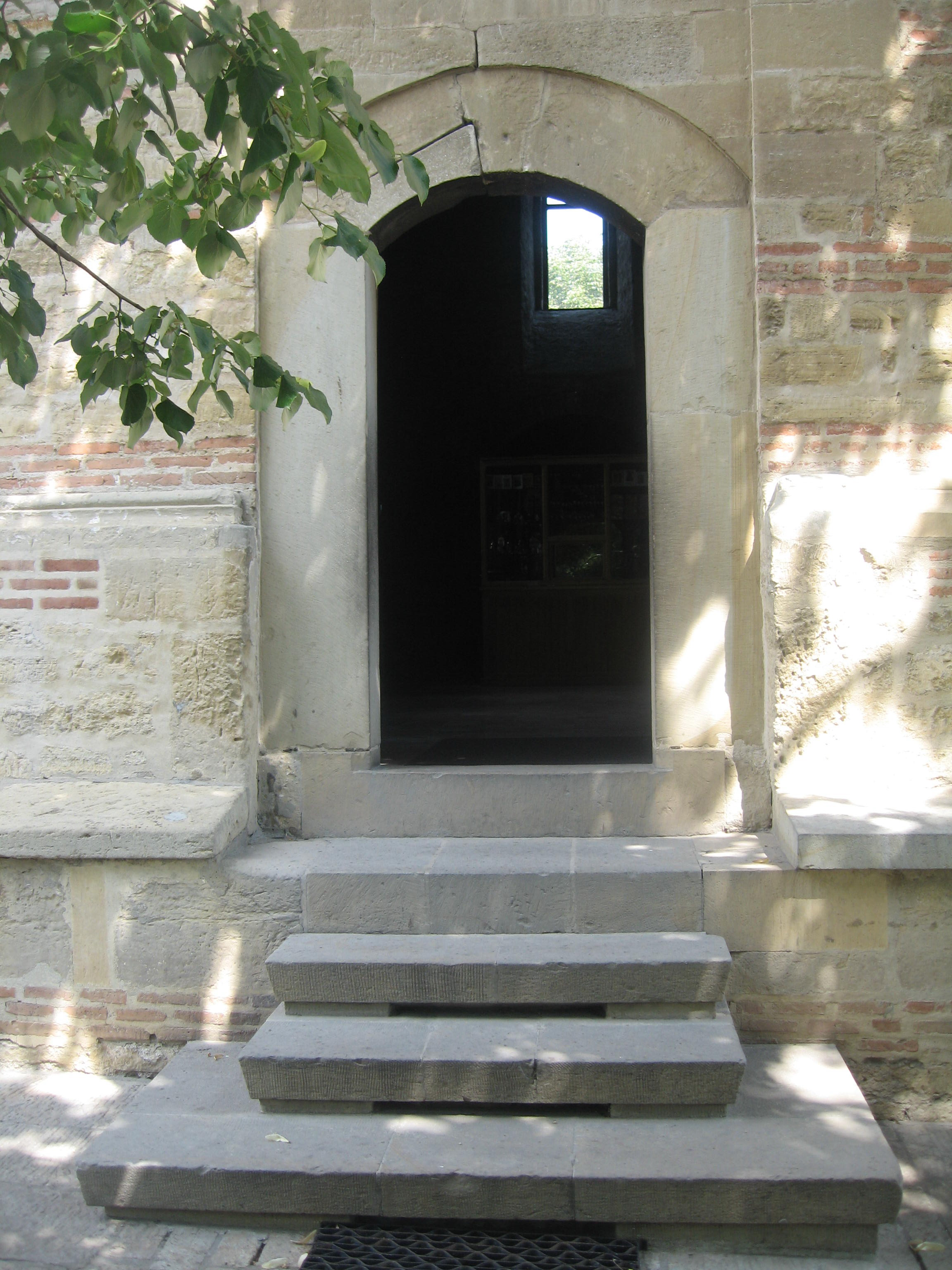
Ușă sudică de intrare în biserică
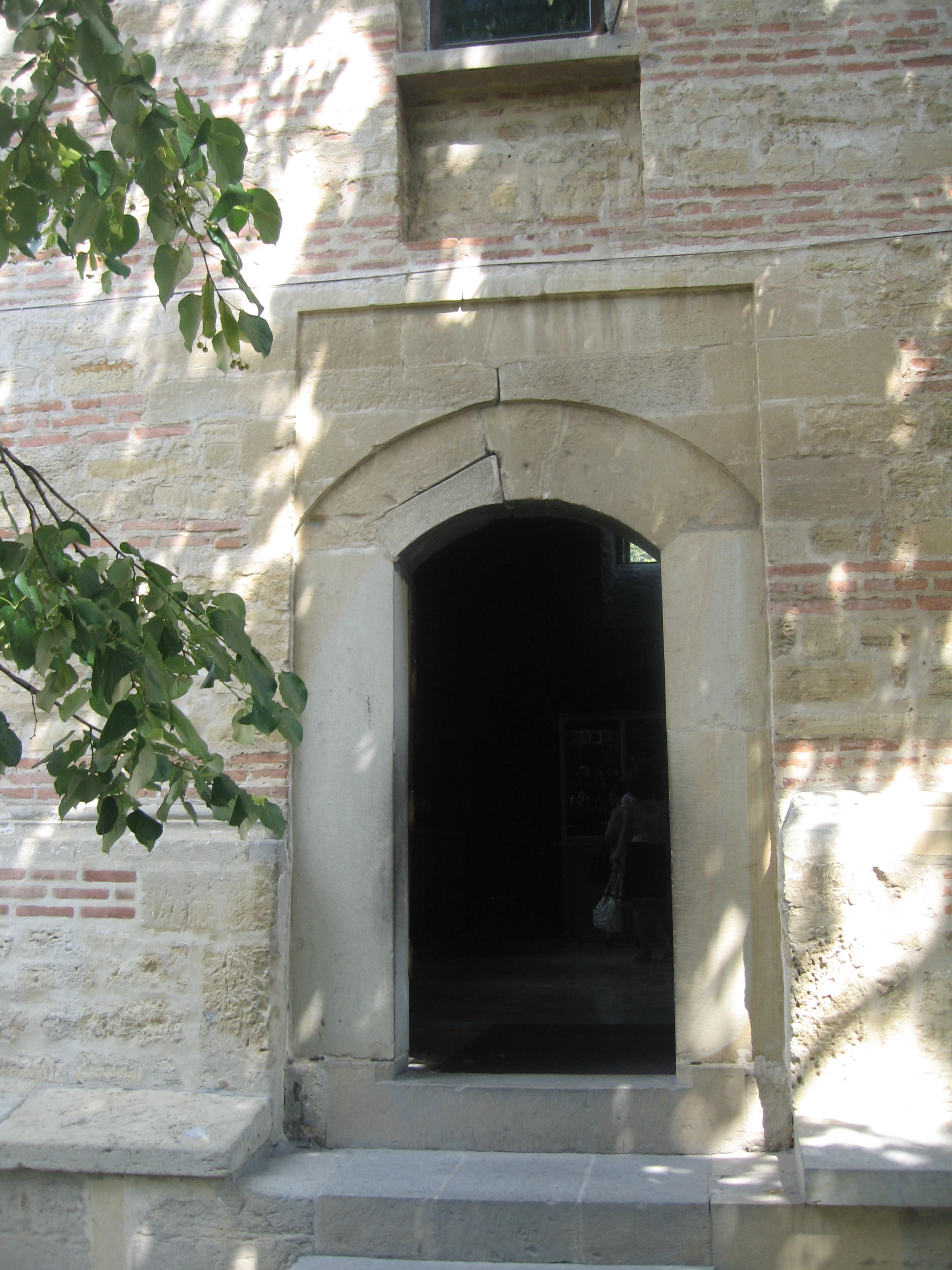
Deasupra ușii de intrare în biserică se află o nișă unde a fost pisania
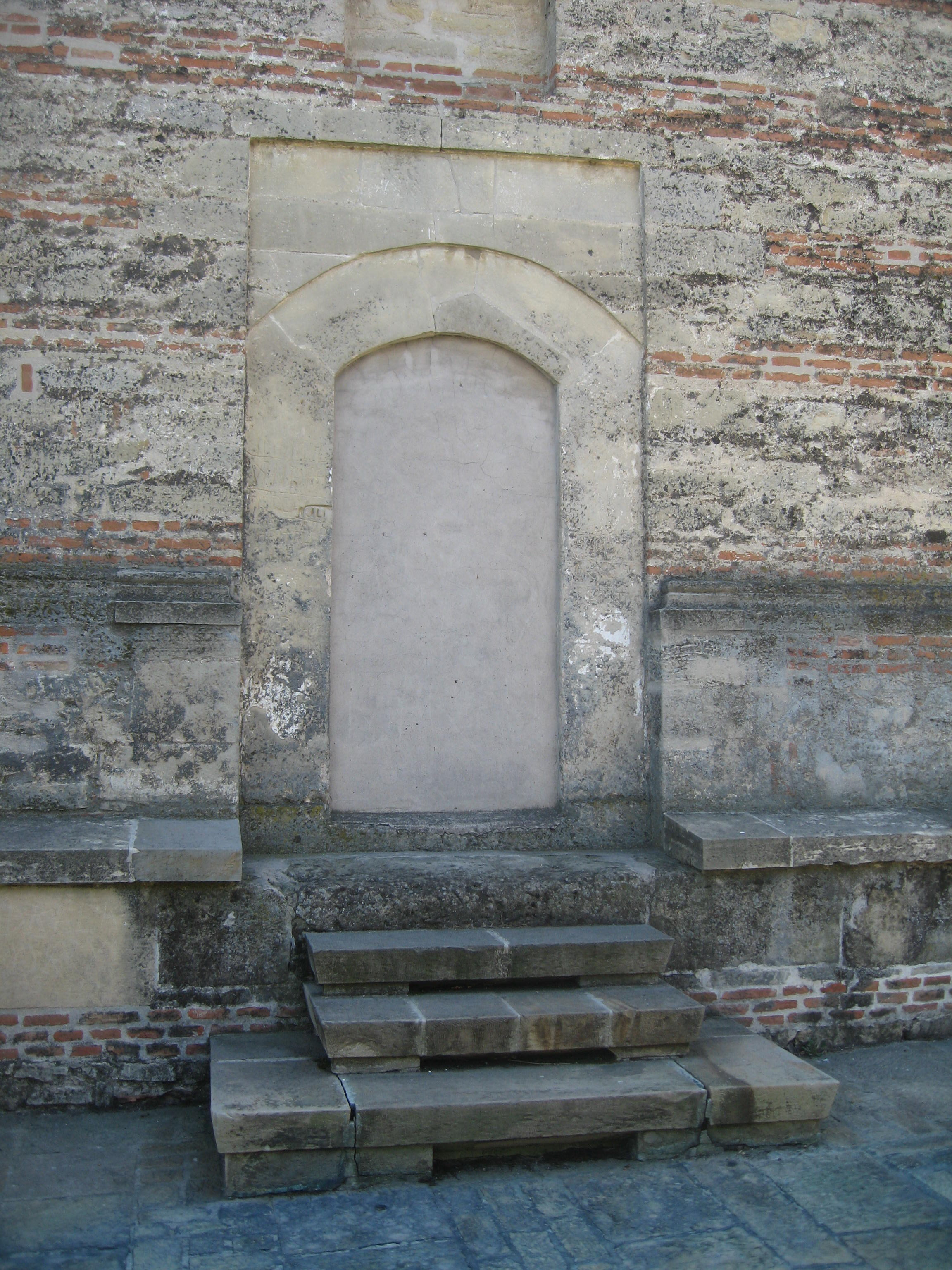
Ușă nordică de intrare în biserică, astăzi zidită
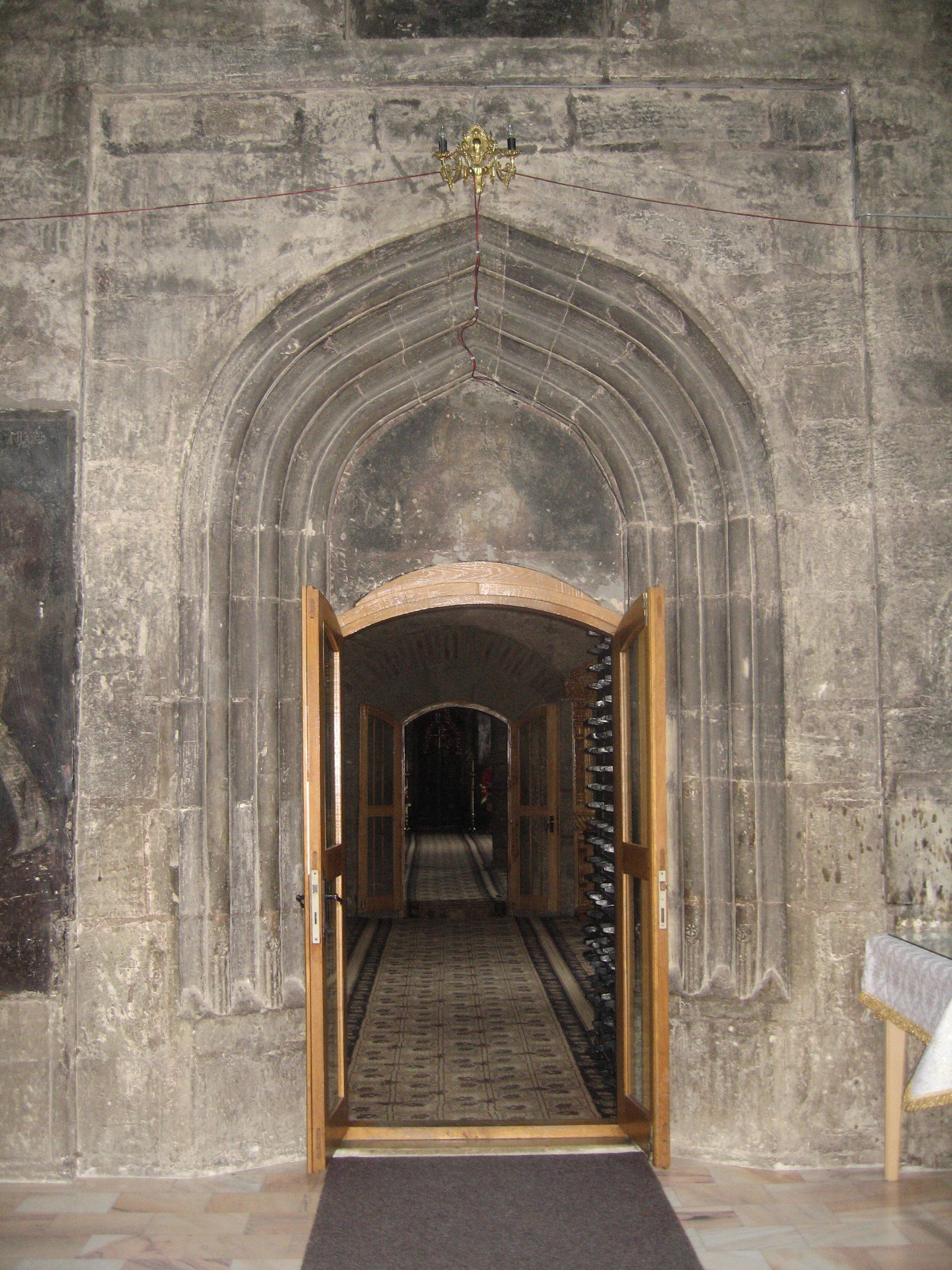
Ușă încadrată de patru muluri, cu bazele decorate și terminate în arc frânt, prin care se trece din pridvor în pronaos
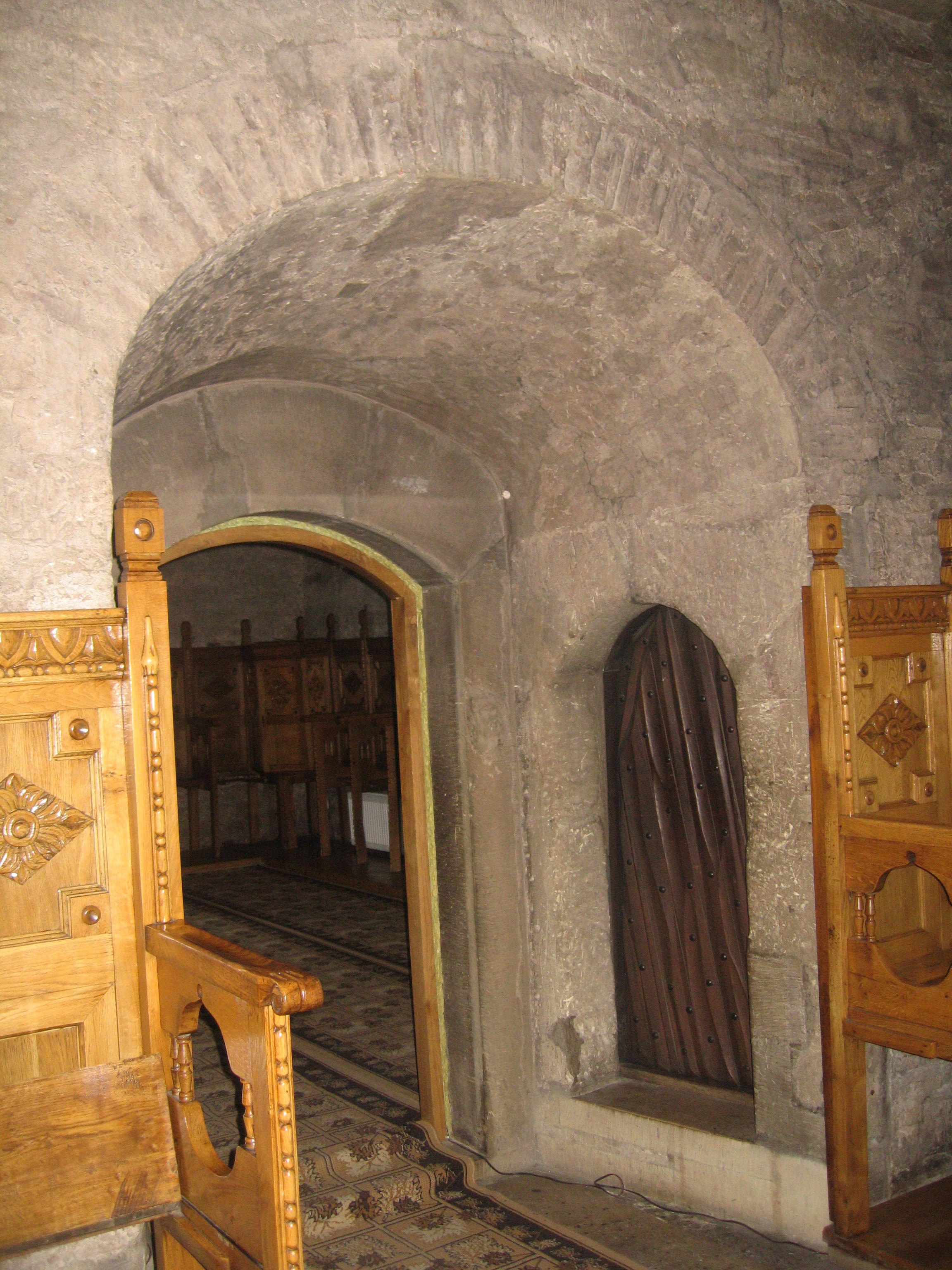
Ușă săpată în zidul nordic al gropniței, prin care se poate urca pe un șir de trepte din piatră într-o încăpere secretă, aflată deasupra bolții sepulcrale
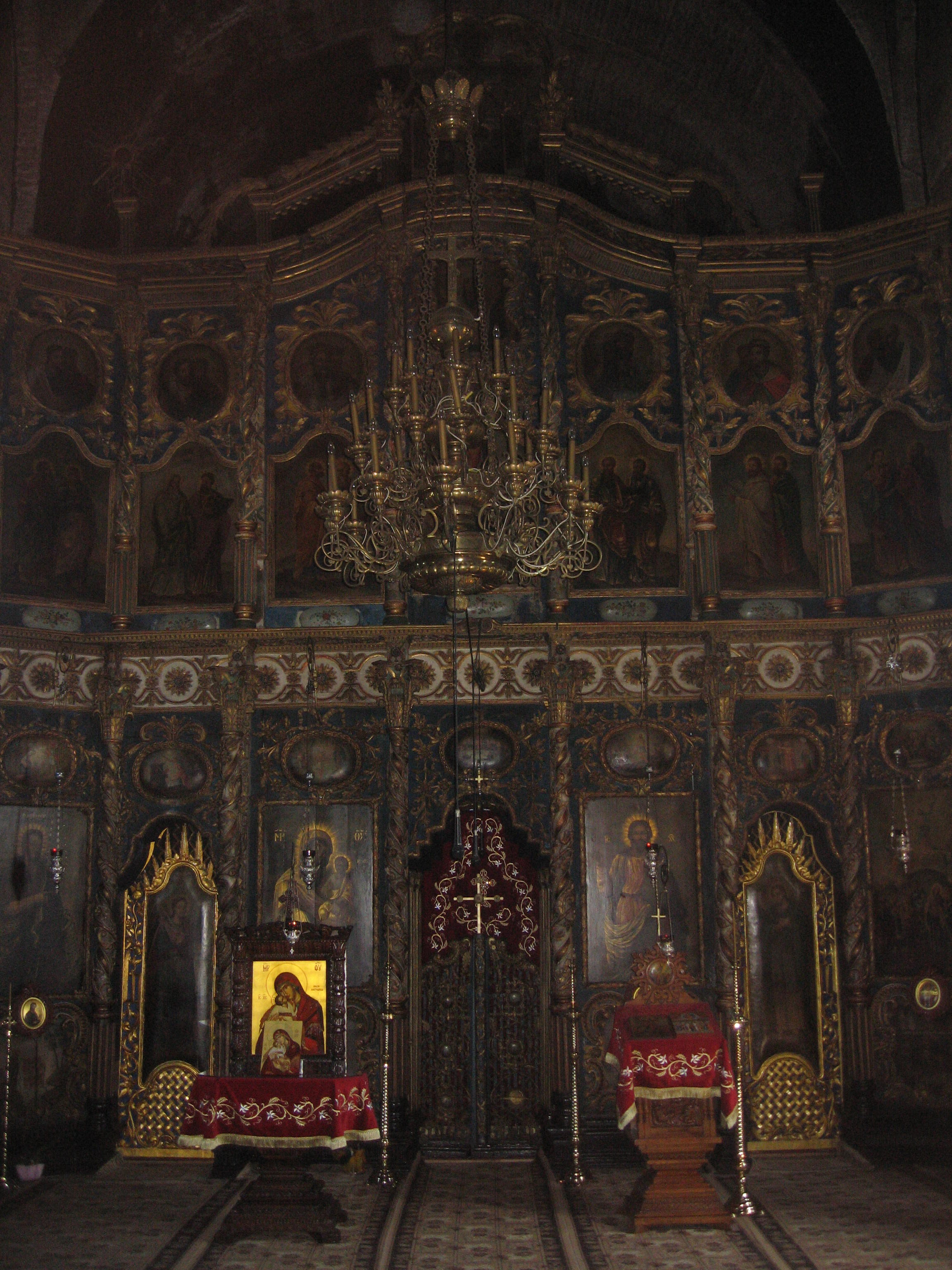
Catapeteasma
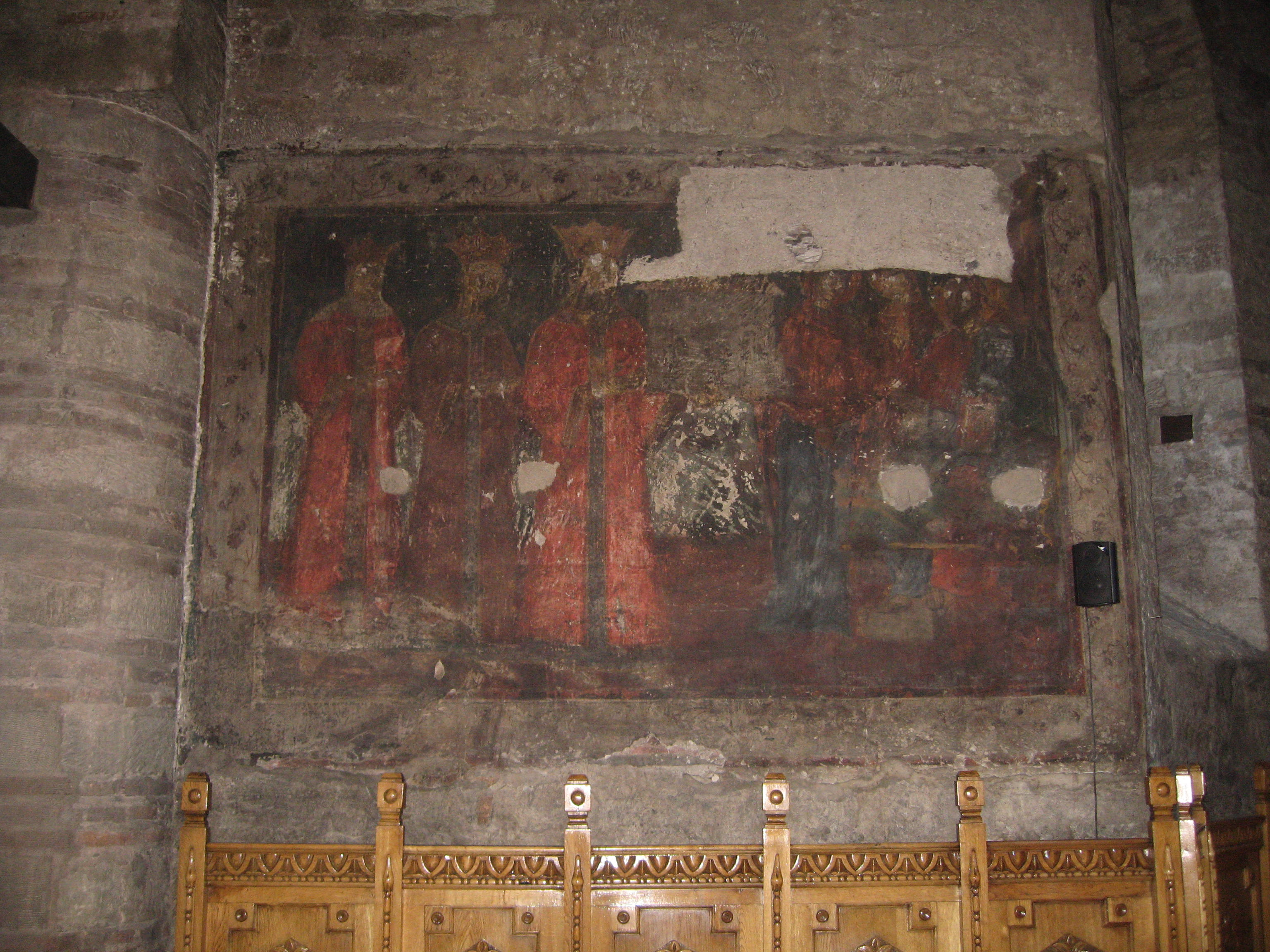
Tabloul votiv în care sunt reprezentați domnitorul Petru Șchiopul, soția sa Maria și fiica sa, Maria
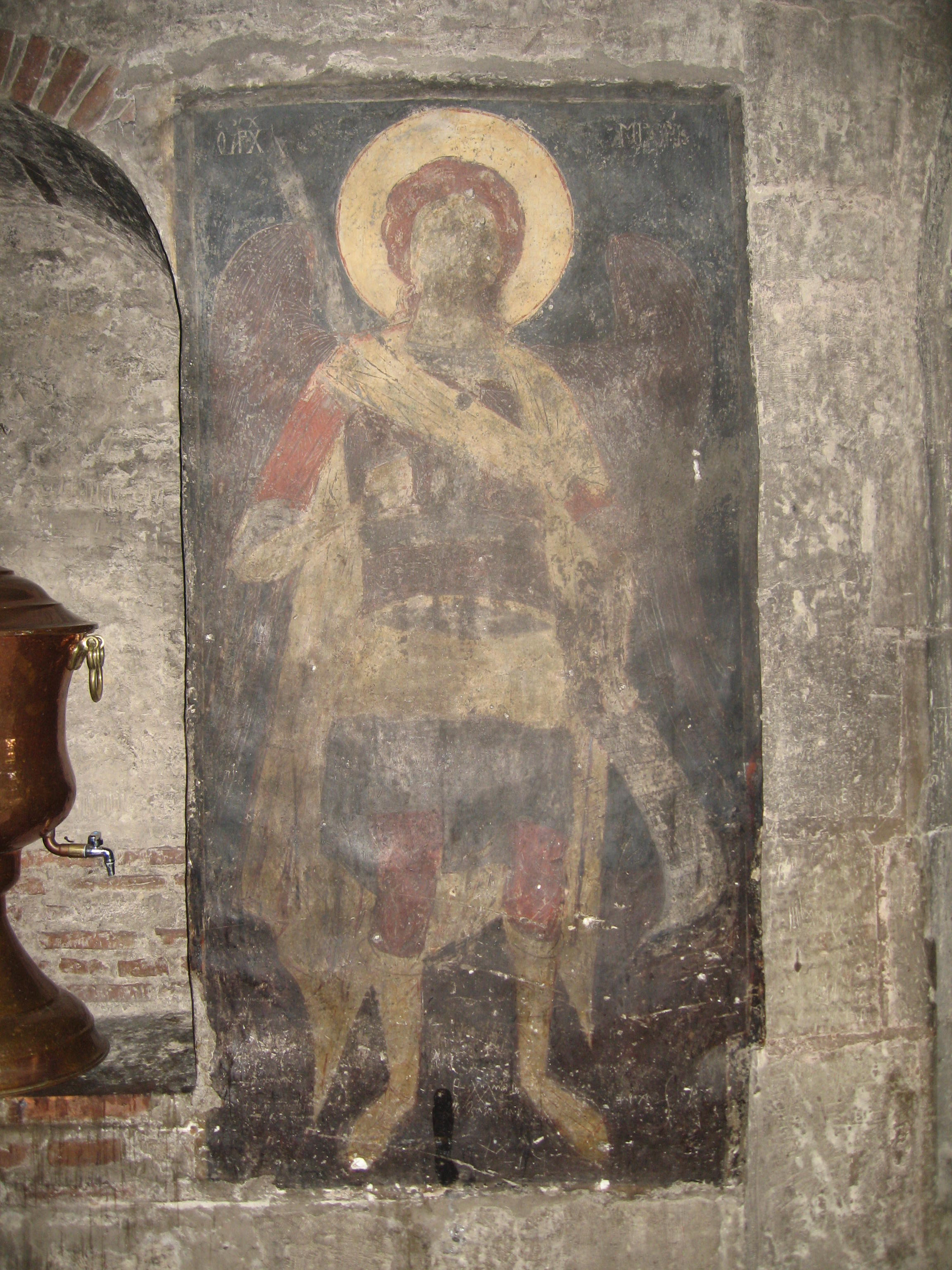
Icoana Sf. Arhanghel Mihail, zugrăvită pe un perete al pridvorului bisericii
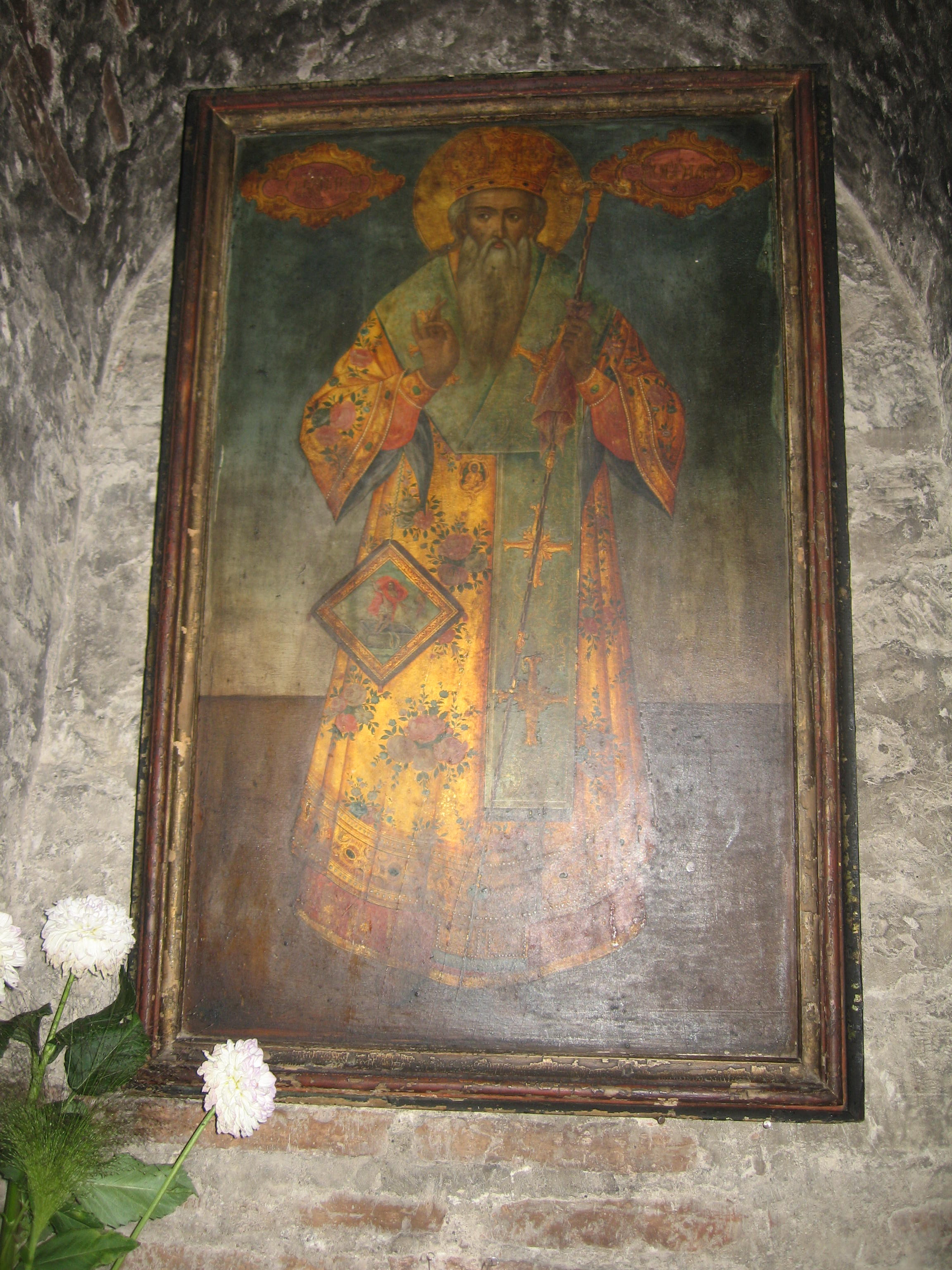
Icoană veche a Sf. Ierarh Nicolae, arhiepiscopul Mirei Lichiei, aflată într-o nișă din pridvorul bisericii
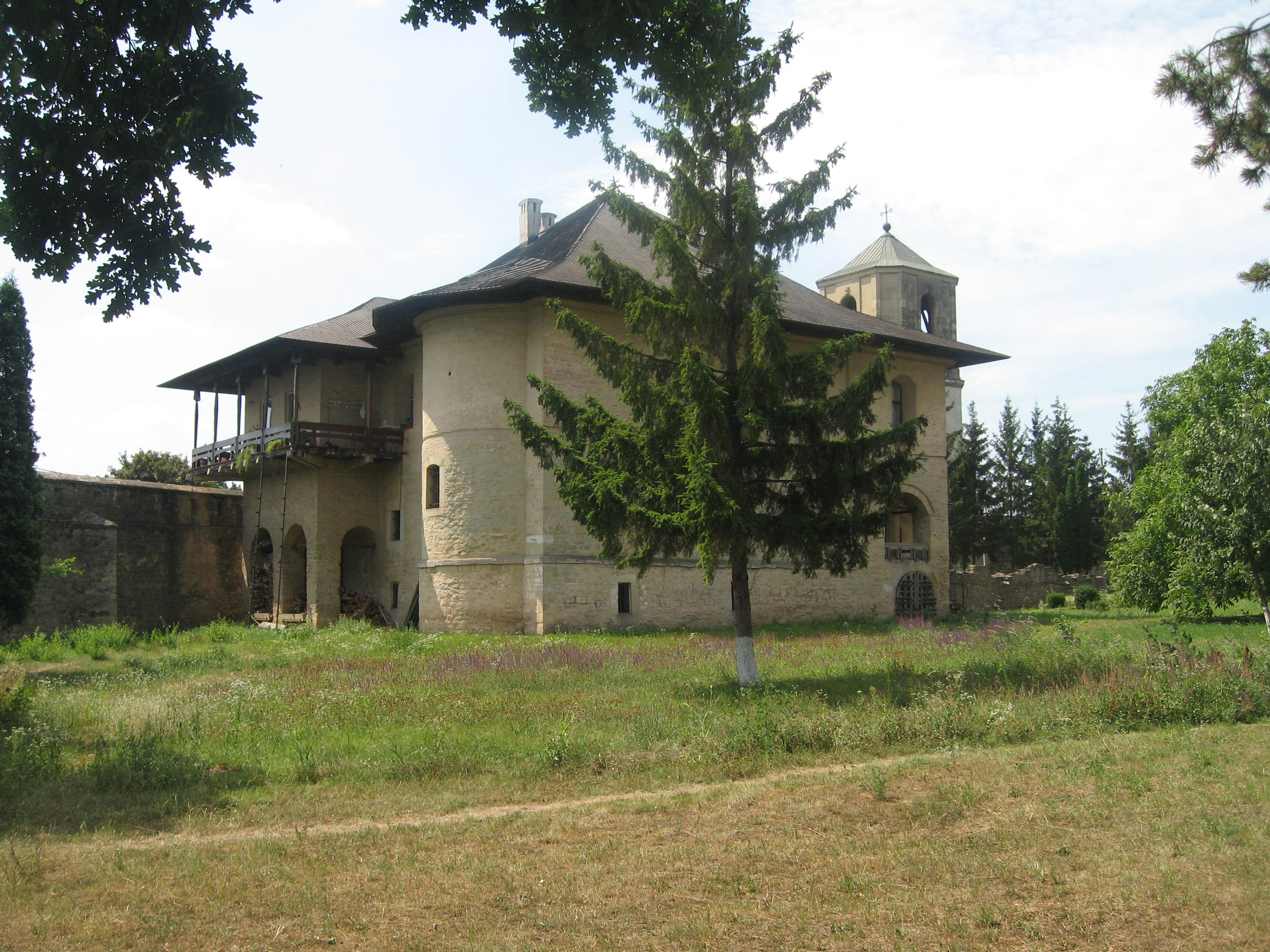
Casa domnească
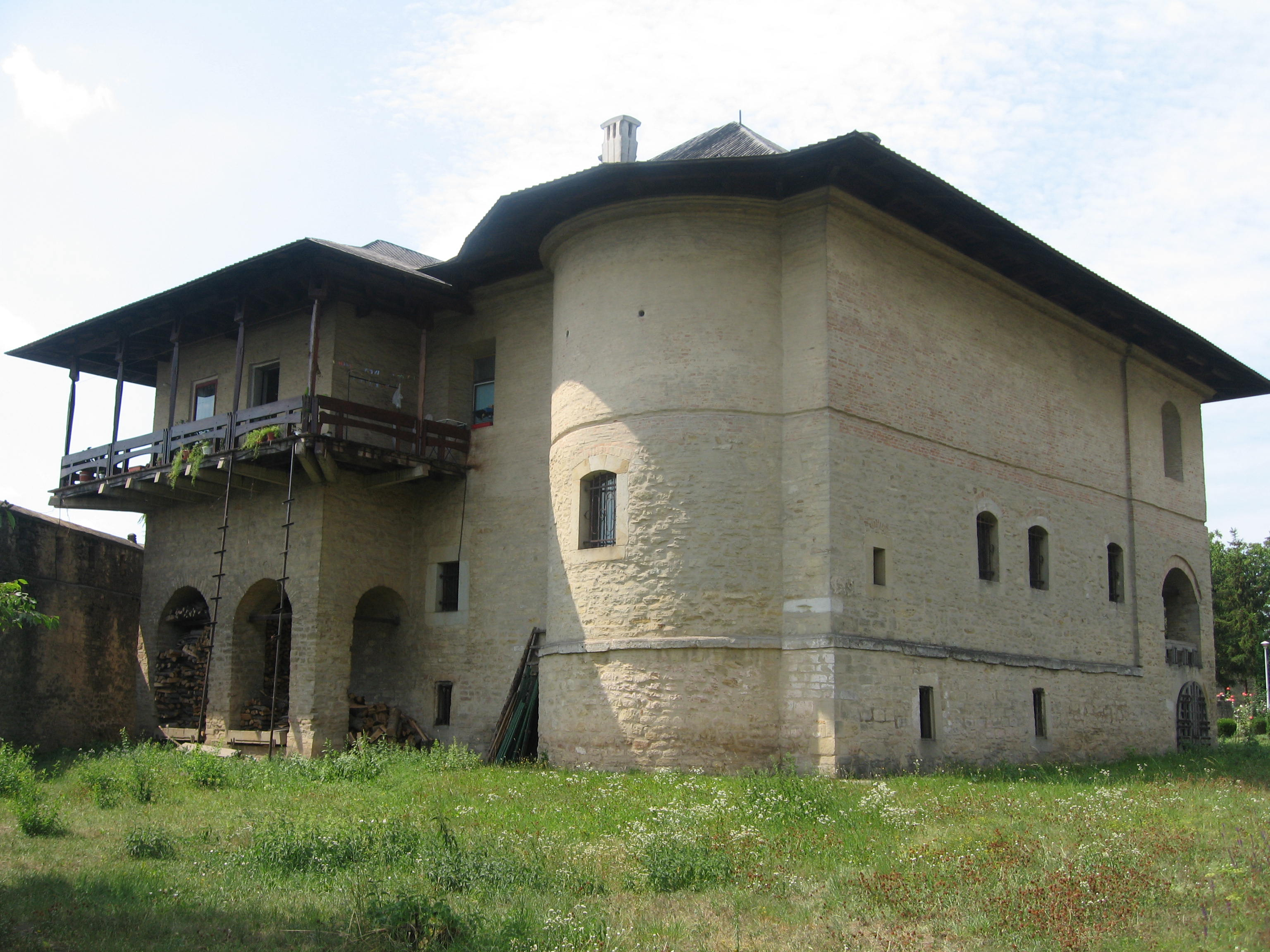
Casa domnească
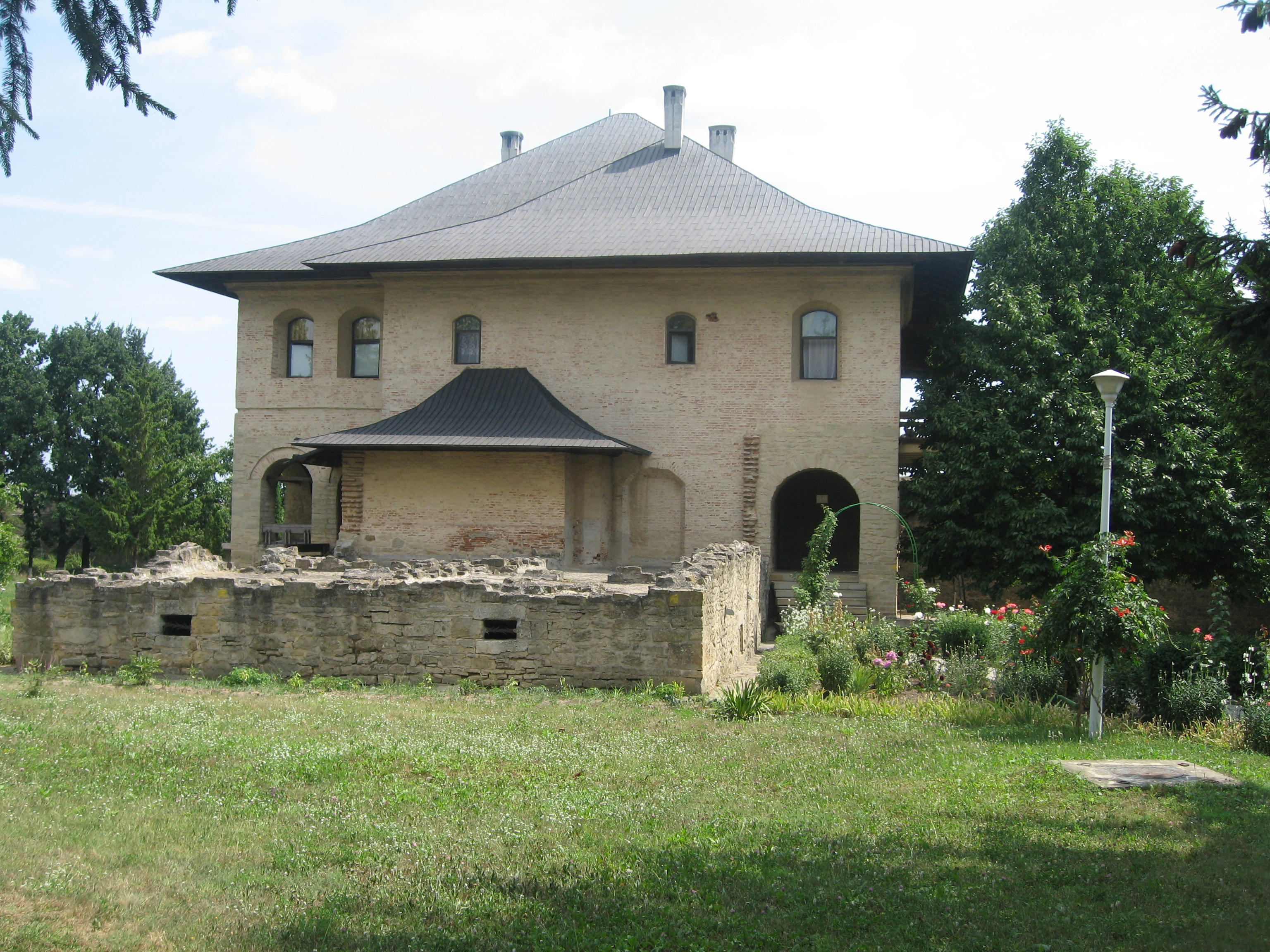
Casa domnească
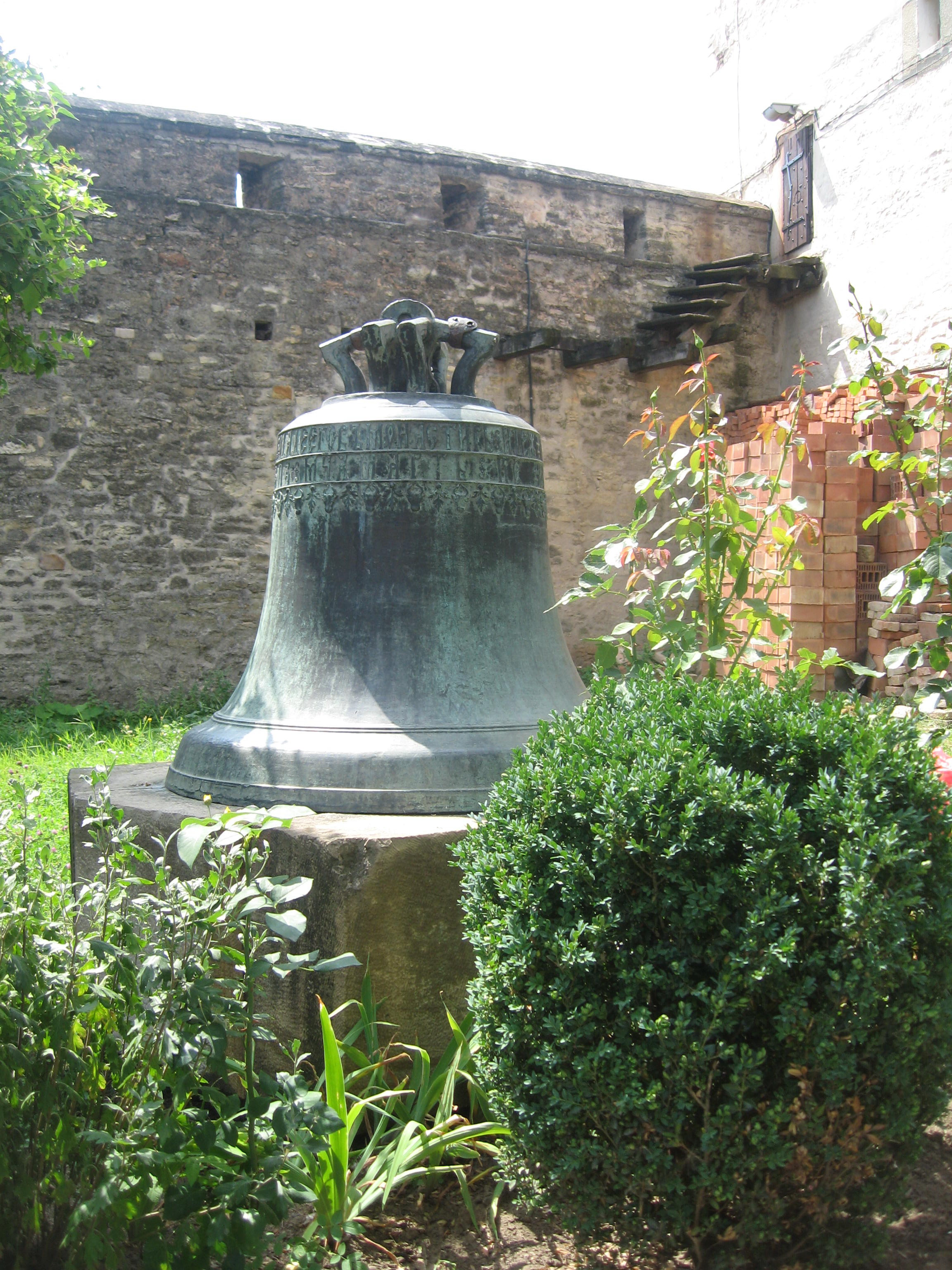
Clopot aflat în curtea Mănăstirii Galata, datând din anul 1579
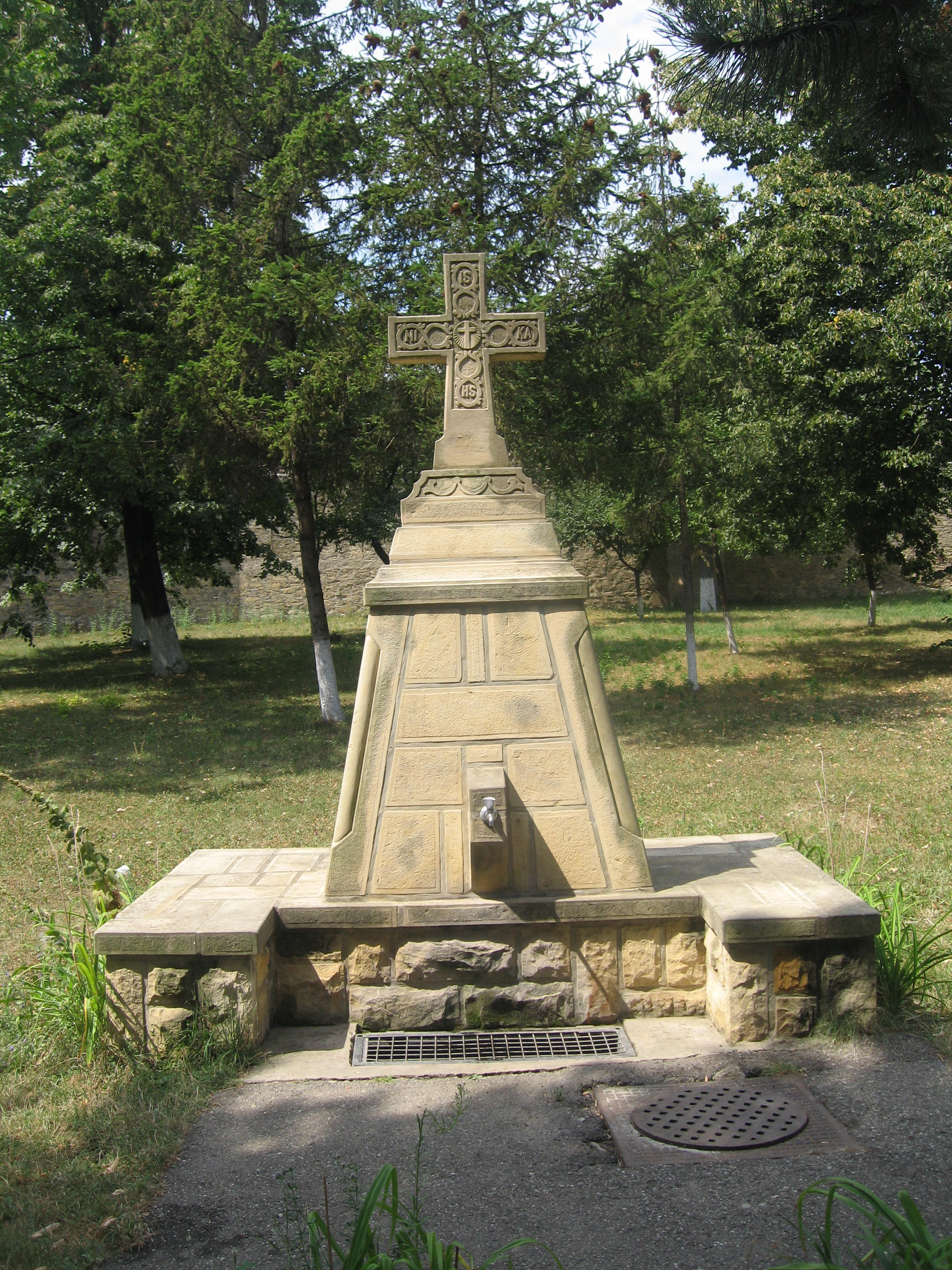
Cișmea aflată în curtea Mănăstirii Galata
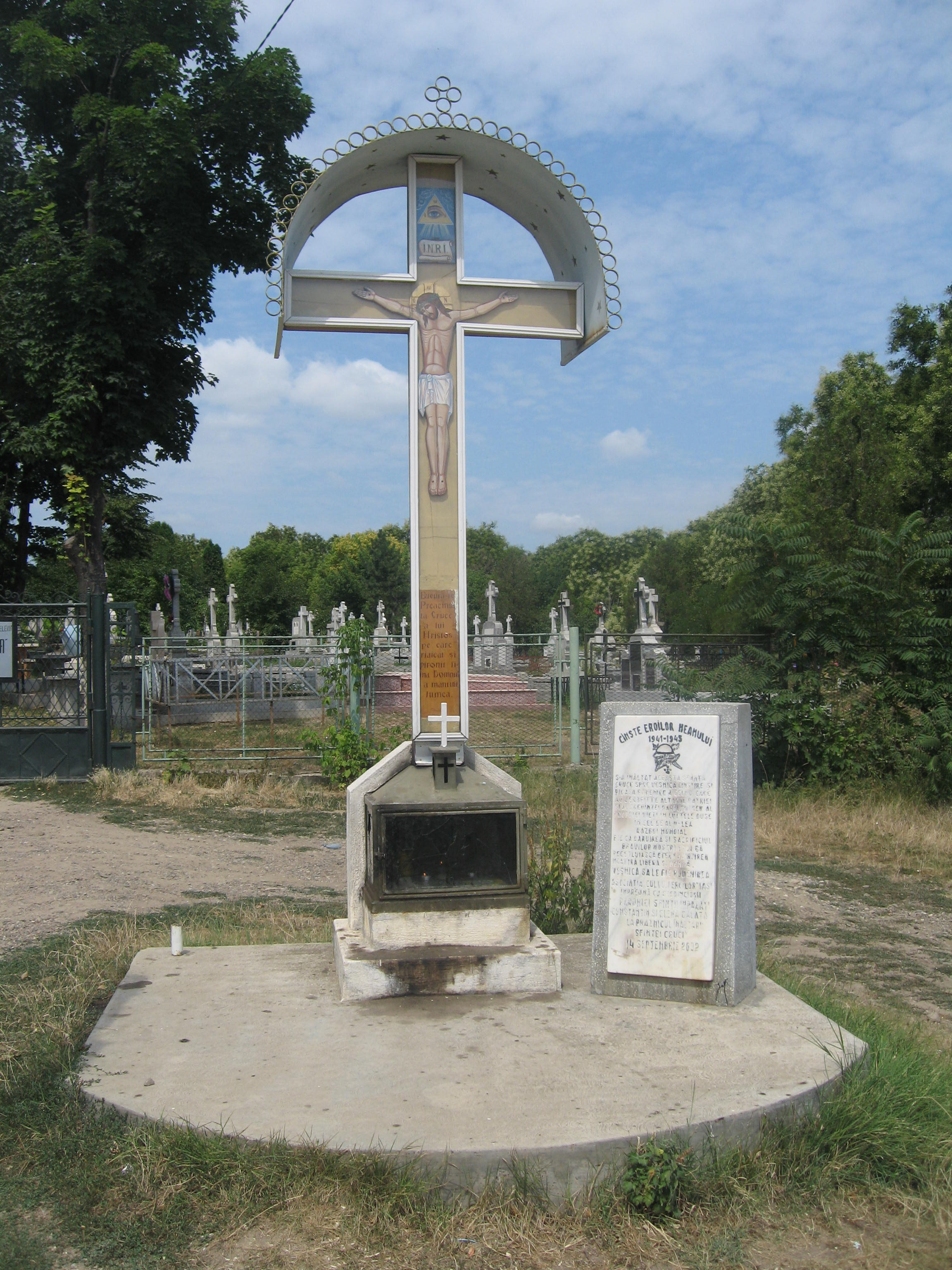
Cruce ridicată în apropierea Mănăstirii Galata în memoria eroilor căzuți în al doilea război mondial (2002)
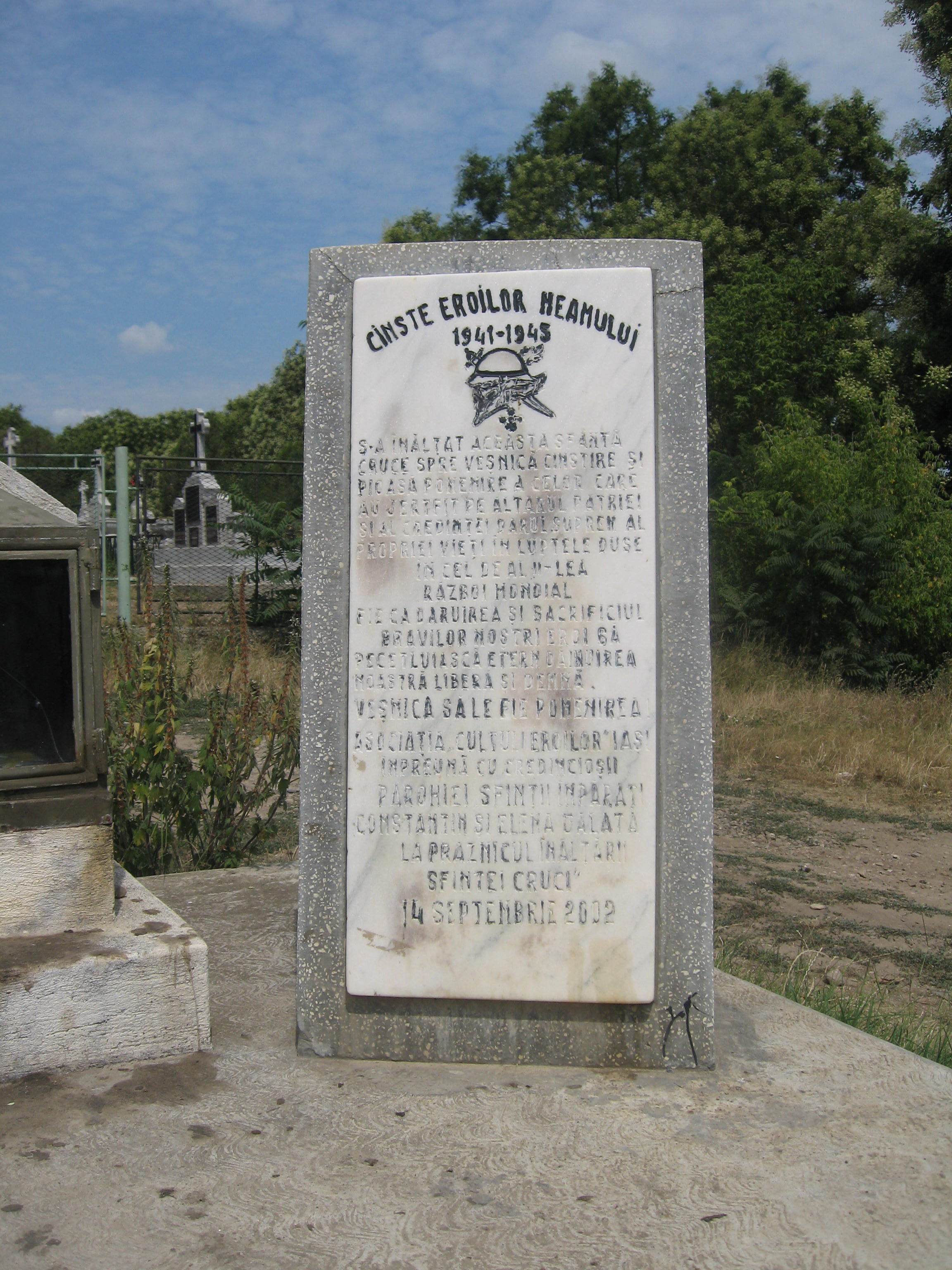
Placa de marmură de lângă cruce
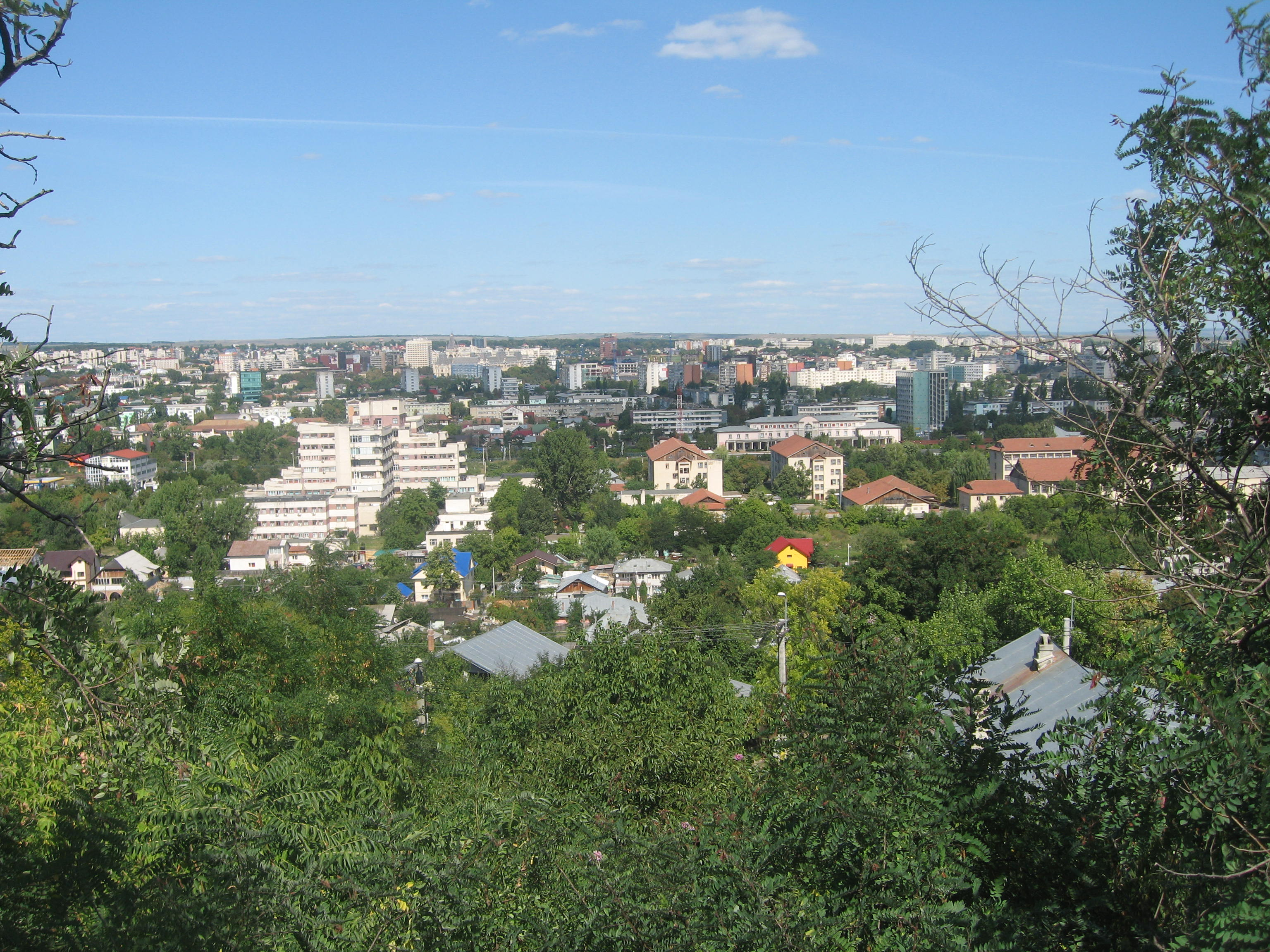
Orașul Iași văzut de pe platoul Mănăstirii Galata